# Réseau de bus Casabus
Casabus est le nom commercial attribué au réseau d'autobus de transport en commun desservant l'ensemble de la communauté d'agglomération Al Baida, comprenant les villes de Casablanca, Mohammédia, et seize autres communes urbaines et rurales.
Il est exploité par Alsa Al Baida, filiale du groupement Alsa-National Express, depuis novembre 2019.

## Histoire

### Situation initiale

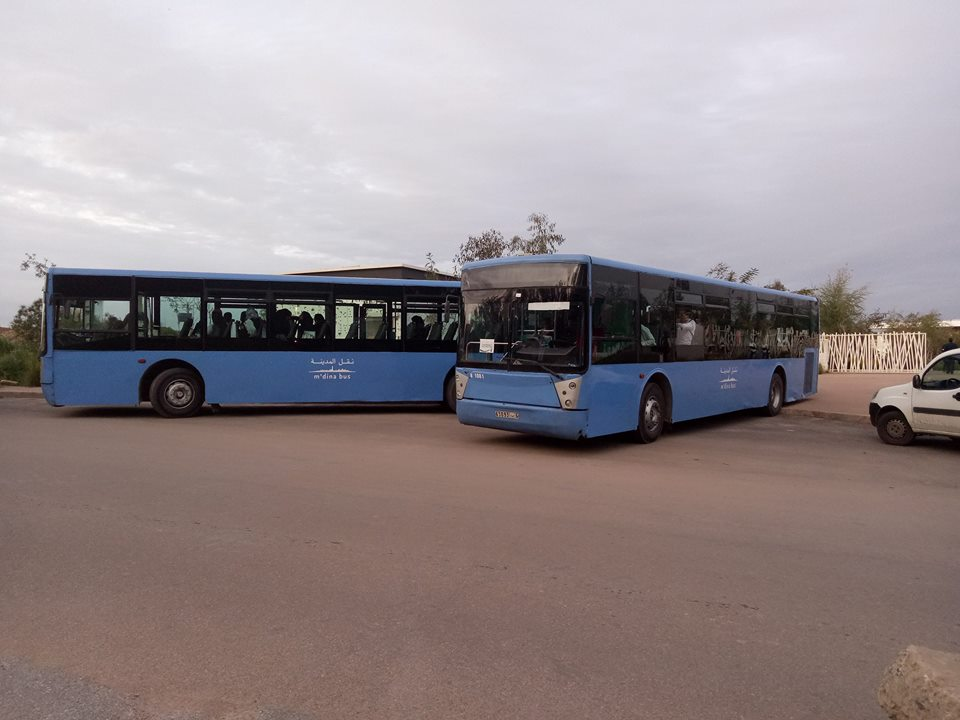
Anciens autobus de M'dina Bus, en 2017.

En 2017, le président du conseil de la ville, Abdelaziz El Omari annonce que le contrat de M'dina Bus, l'ancien exploitant du réseau de bus de Casablanca, ne sera pas reconduit quand il prendra fin en 2019, vu qu'il a « failli à ses engagements ».
M'dina Bus est mise sous séquestre par le conseil de la ville de Casablanca début octobre 2019.
Alsa lui succède, par une phase transitoire qui durera jusqu'en janvier 2021. Le réseau Casabus est mis en place.

### Entrée en service d'Alsa Al Baidaet lancement du réseau Casabus
L'entrée d'Alsa Al Baida comme nouvel opérateur du réseau d'autobus de la ville de Casablanca est marqué par une phase transitoire, durant jusqu'à janvier 2021, pendant laquelle il opère le service, dans un premier temps, par les 200 autobus en mauvais état restant de l'ancien exploitant M'dina Bus.

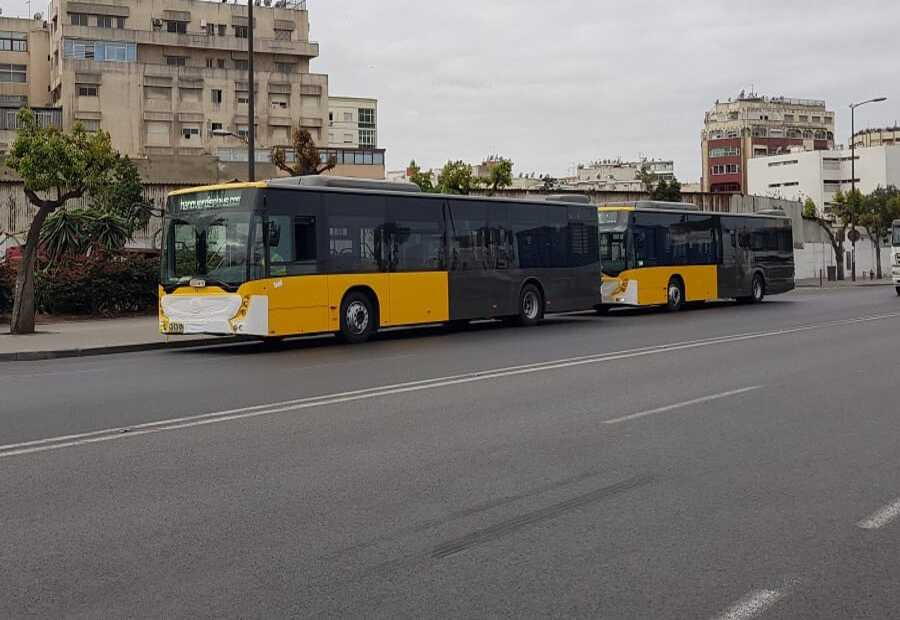
Arrivée des nouveaux autobus Mercedes-Benz Conecto à Casablanca en novembre 2020.

Dans un second temps, à partir du 9 avril 2020, le service commence à être effectué par 400 autobus d'occasion, importés d'Europe en attendant la mise en service de 700 autobus neufs en février 2021 (originellement prévue pour octobre 2020 mais retardée du fait de la crise sanitaire du Covid-19).
Les autobus d'occasion assurant le service de transition sont de type Mercedes-Benz Citaro et Conecto, Scania Omnicity, MAN Lion's City et Solaris Urbino 12.
Les autobus neufs, mis en service dès janvier 2021, sont de marque Irizar i3 (assemblés au Maroc, à Skhirat) pour 200 d'entre eux, et Mercedes-Benz Conecto 12m et 18m (assemblés en Turquie) pour les 500 restants.

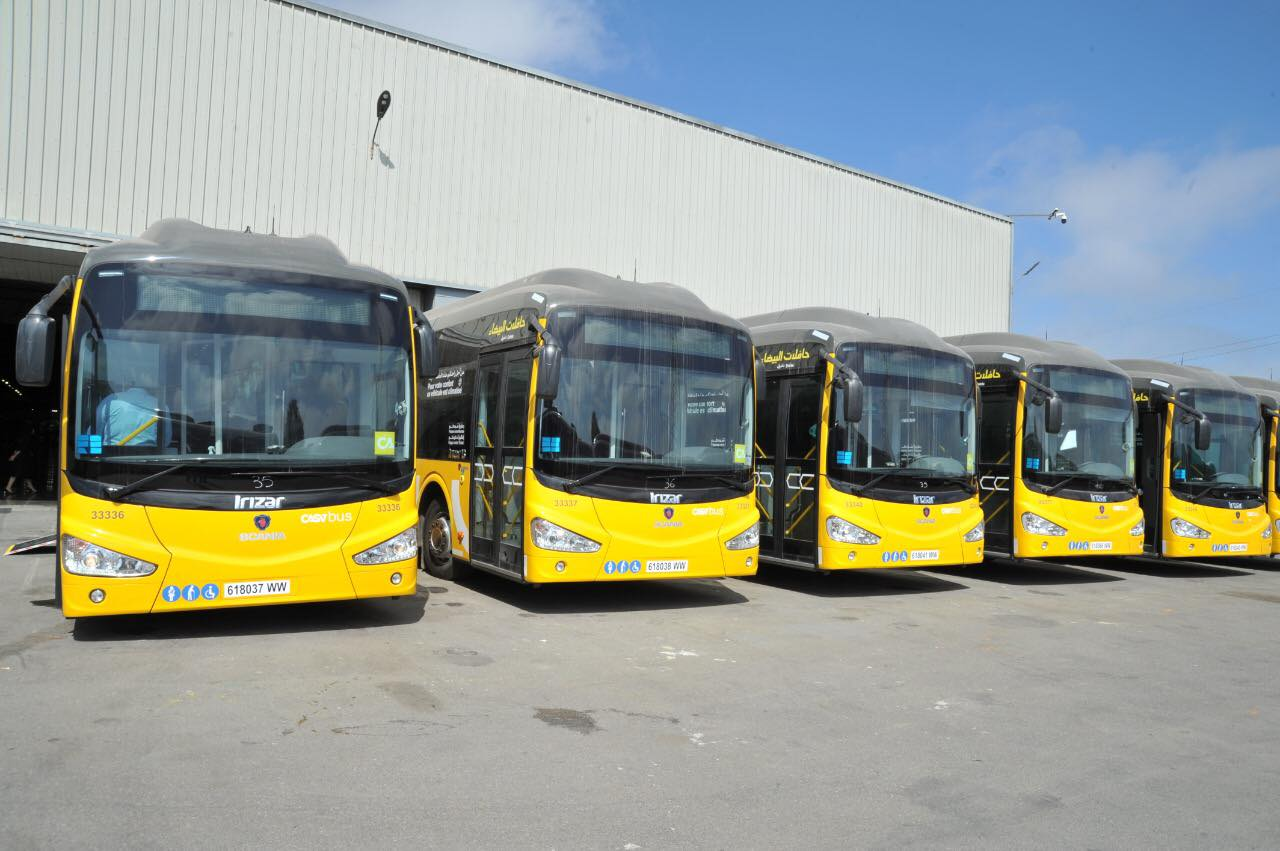
Autobus Irizar i3 dans l'usine de Skhirat en juillet 2020.

Les autobus seront accessibles aux personnes à mobilité réduite, et entre autres dotés d'un Système d'Aide à l'Exploitation (SAE).

## Exploitation
Le réseau Casabus est exploité par l'opérateur Alsa Al Baida, filiale de ALSA-National Express, depuis le 1er novembre 2019.
Le contrat de gestion déléguée entre l'Etablissement de Coopération Intercommunale Al Baida et Alsa Al Baida est ratifié pour une durée de dix années fermes passibles d’une prorogation de cinq années.
Une particularité caractérise le nouveau contrat : Alsa Al Baida assume le risque industriel de gestion du réseau bus, mais également, en partie, le risque commercial en s’engageant sur un montant prévisionnel de recettes.

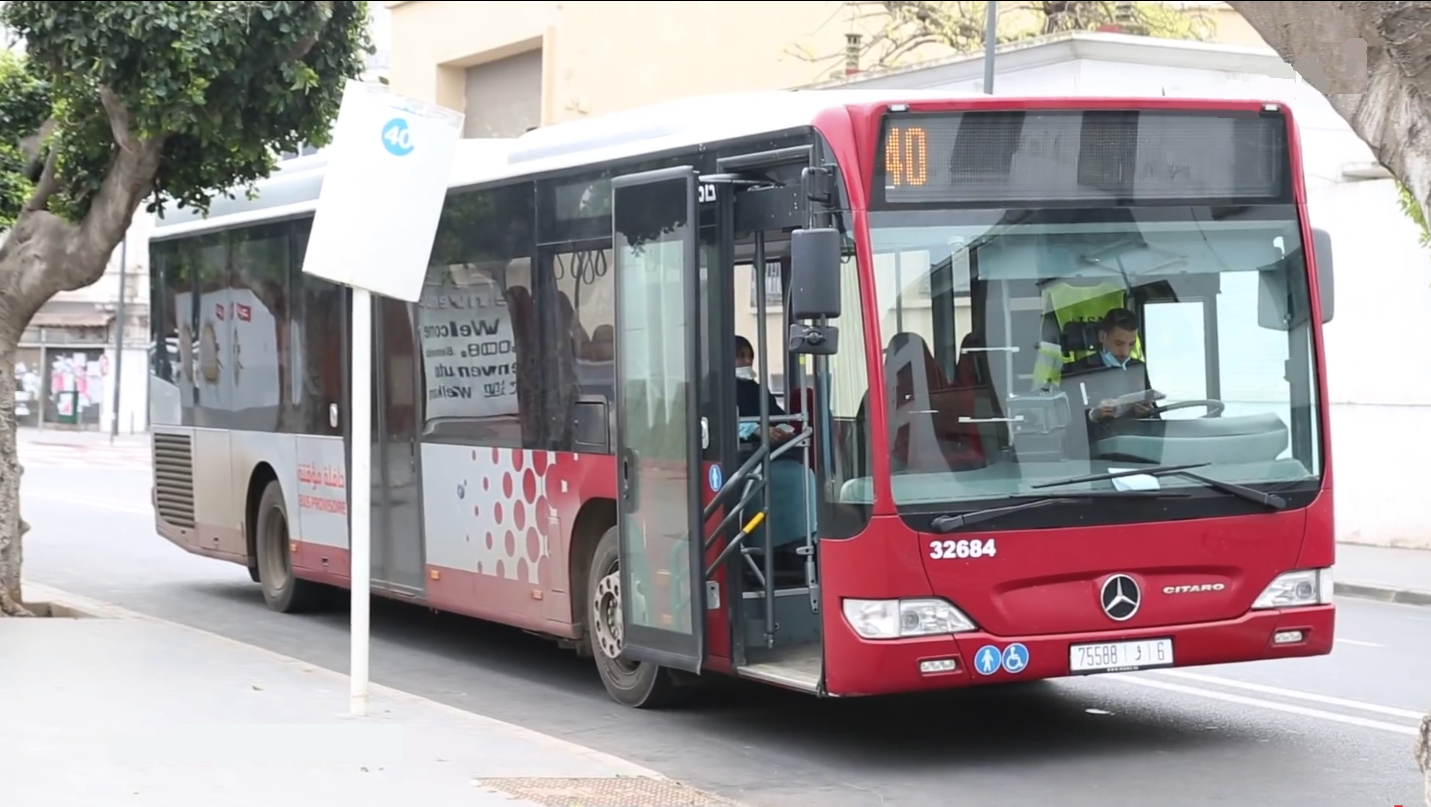
Autobus de la ligne 40 au terminus de la place Oued Makhazine en avril 2020.
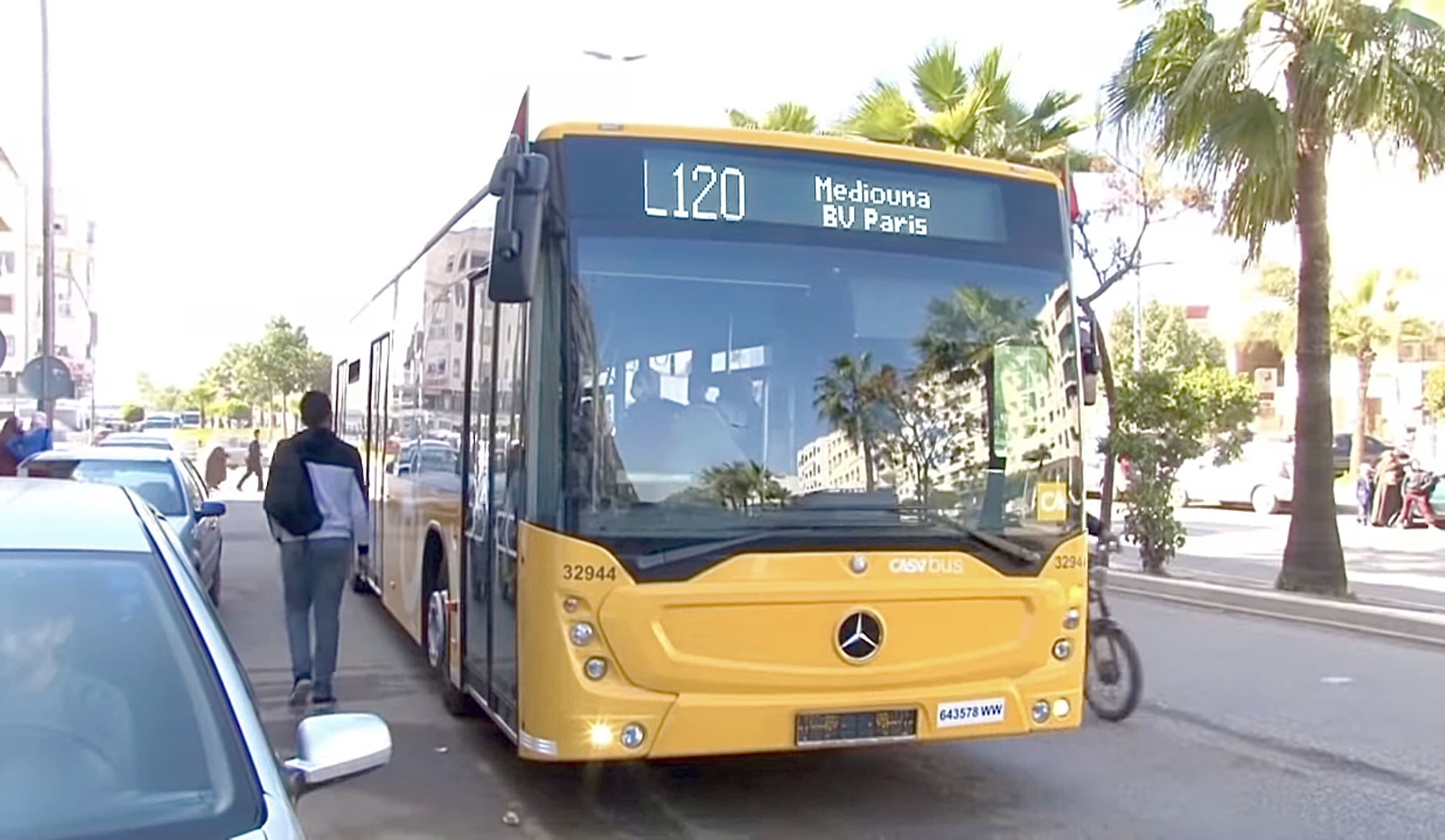
Autobus de la ligne 120 en direction de Mediouna en février 2021.
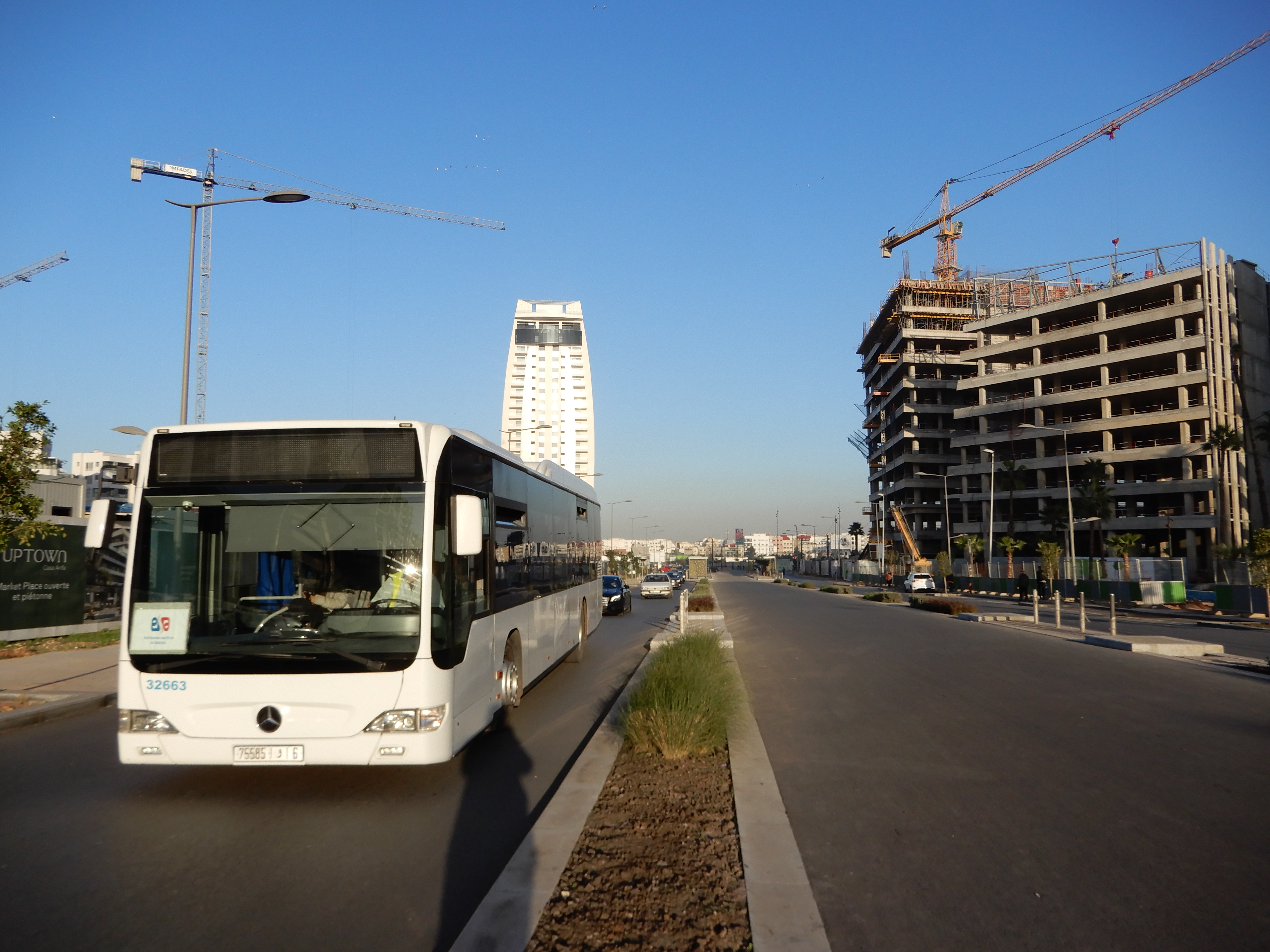
Autobus de type Mercedes-Benz Citaro assurant un service scolaire en décembre 2022.
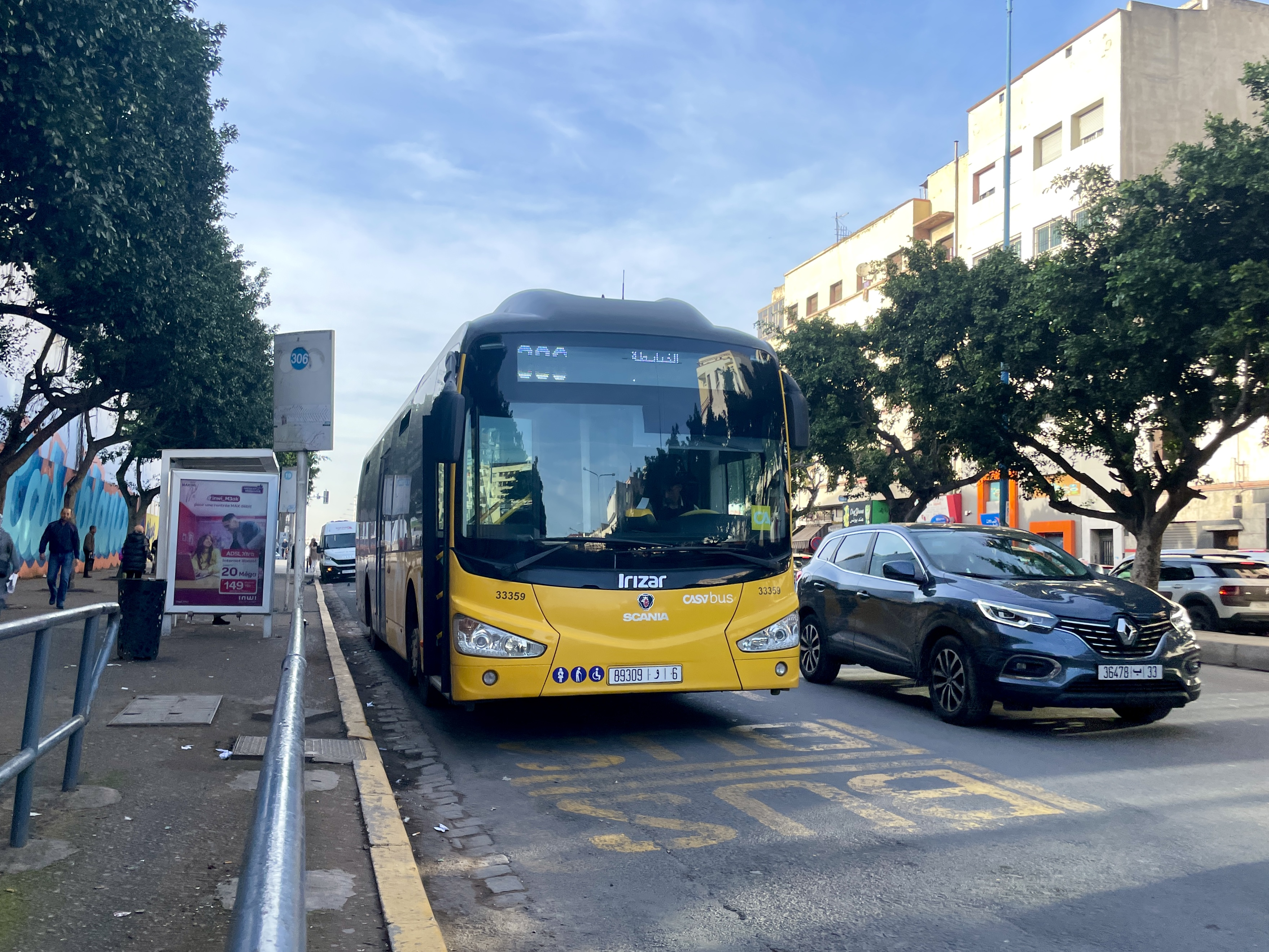
Autobus de la ligne 306 à son terminus en décembre 2022.

### Matériel roulant
| Modèle                           | Constructeur(s) | Nombre | Numéros de parc et remarques                                | Dépôts                                       | Affectations |
| -------------------------------- | --------------- | ------ | ----------------------------------------------------------- | -------------------------------------------- | --- |
| Irizar i3                        | Irizar Maroc    | 200    | Véhicules de 12 mètres de long. * Nos de parc : 333XX-335XX | - Mâarif - Ben M’Sick - Bernoussi            | 6 7 9E 19 21 22 35 50 60 67 84 109 300 306 307 309 900 902 903                                                                   |
| Mercedes-Benz Conecto LF         | Mercedes-Benz   | 420    | Véhicules de 12 mètres de long. * Nos de parc : 328XX-3321X | - Mâarif - Ben M'sick - Bernoussi - Mediouna | 11 16 17 18 20 23 32D 33 38 40 43 44 47 55 56 62 63 64 68 72 79 82 90 97 97B 120 139 143 312 600 608 900 902 903 904 905 906 907 |
| Mercedes-Benz Conecto LF         | Mercedes-Benz   | 80     | Véhicules de 18 mètres de long. * Nos de parc : 3322X-3329X |                                              | 800 Mise en service prévue sur les lignes 11 38 50 55 67 120 900                                                                 |
| Mercedes-Benz Citaro Facelift LE | Mercedes-Benz   |        | Véhicules destinés aux services scolaires. Nos de parc :    | - Mâarif                                     | ... |

### Dépôts
Les autobus du réseau Casabus sont remisés dans les quatre dépôts listés ci-dessous :
| Dépôt      | Caractéristiques | Caractéristiques                                                                                 | Caractéristiques                                                                                 | Caractéristiques                                                                                 |
| ---------- | --- | ------------------------------------------------------------------------------------------------ | ------------------------------------------------------------------------------------------------ | ------------------------------------------------------------------------------------------------ |
| Mâarif     | Adresse : 203 boulevard Bir Anzarane (Quartier Val Fleuri) - 20100 Casablanca | Adresse : 203 boulevard Bir Anzarane (Quartier Val Fleuri) - 20100 Casablanca                    | Adresse : 203 boulevard Bir Anzarane (Quartier Val Fleuri) - 20100 Casablanca                    | Adresse : 203 boulevard Bir Anzarane (Quartier Val Fleuri) - 20100 Casablanca                    |
| Mâarif     | Ouverture 195- ? | Voitures affectées 180                                                                           | Lignes 23                                                                                        | Matériels 2                                                                                      |
| Mâarif     | Lignes remisées : 6 7 9E 19 20 21 22 35 50 60 67 84 106 109 200 306 307 309 |                                                                                                  |                                                                                                  |                                                                                                  |
| Mâarif     | Matériels remisés : Mercedes-Benz Conecto LF, Irizar i3 |                                                                                                  |                                                                                                  |                                                                                                  |
| Mâarif     | - Particularités : Le dépôt est attenant au siège d'Alsa Al Baida. Y sont remisées les lignes desservant le centre et les quartiers sud et sud-ouest de Casablanca. - Histoire : Il s'agit du dépôt historique des autobus de la ville de Casablanca depuis la première moitié du XXe siècle. Il a été successivement siège de la Compagnie des Tramways et Autobus de Casablanca (T.A.C.), de la Régie autonome des transports casablancais (R.A.T.C.), de M'dina Bus, et enfin Alsa Al Baida. - Date de dernière mise à jour : |                                                                                                  |                                                                                                  |                                                                                                  |
| Ben M'sick | Adresse : Boulevard de Grande Ceinture/Bd du Fouarat (Arrt. Roches Noires) - 20320 Casablanca | Adresse : Boulevard de Grande Ceinture/Bd du Fouarat (Arrt. Roches Noires) - 20320 Casablanca    | Adresse : Boulevard de Grande Ceinture/Bd du Fouarat (Arrt. Roches Noires) - 20320 Casablanca    | Adresse : Boulevard de Grande Ceinture/Bd du Fouarat (Arrt. Roches Noires) - 20320 Casablanca    |
| Ben M'sick | Ouverture ? | Voitures affectées 200                                                                           | Lignes                                                                                           | Matériels 2                                                                                      |
| Ben M'sick | Lignes remisées : 11 16 17 18 32D 38 43 44 47 56 62 63 68 72 75 97 143 312 904 |                                                                                                  |                                                                                                  |                                                                                                  |
| Ben M'sick | Matériels remisés : Mercedes-Benz Conecto LF, Irizar i3 |                                                                                                  |                                                                                                  |                                                                                                  |
| Ben M'sick | - Particularités : Y sont remisées les lignes desservant les quartiers sud et sud-est de Casablanca. - Histoire : - Date de dernière mise à jour : 29 août 2021 |                                                                                                  |                                                                                                  |                                                                                                  |
| Bernoussi  | Adresse : Ancienne Route de Rabat (Arrt. Aïn Sebaâ) - 20250 Casablanca | Adresse : Ancienne Route de Rabat (Arrt. Aïn Sebaâ) - 20250 Casablanca                           | Adresse : Ancienne Route de Rabat (Arrt. Aïn Sebaâ) - 20250 Casablanca                           | Adresse : Ancienne Route de Rabat (Arrt. Aïn Sebaâ) - 20250 Casablanca                           |
| Bernoussi  | Ouverture ? | Voitures affectées 117                                                                           | Lignes 11                                                                                        | Matériels 2                                                                                      |
| Bernoussi  | Lignes remisées : 23 33 64 82 90 139 608 800 900 902 903 904 905 906 907 |                                                                                                  |                                                                                                  |                                                                                                  |
| Bernoussi  | Matériels remisés : Mercedes-Benz Conecto LF, Irizar i3 |                                                                                                  |                                                                                                  |                                                                                                  |
| Bernoussi  | - Particularités : Y sont remisées les lignes desservant les quartiers est de Casablanca, ainsi que Mohammedia. - Histoire : - Date de dernière mise à jour : |                                                                                                  |                                                                                                  |                                                                                                  |
| Mediouna   | Adresse :Route Nationale 9 KM 5.6, Route Tit Mellil - Médiouna, ZI Tit Mellil - 29640 Tit Mellil | Adresse :Route Nationale 9 KM 5.6, Route Tit Mellil - Médiouna, ZI Tit Mellil - 29640 Tit Mellil | Adresse :Route Nationale 9 KM 5.6, Route Tit Mellil - Médiouna, ZI Tit Mellil - 29640 Tit Mellil | Adresse :Route Nationale 9 KM 5.6, Route Tit Mellil - Médiouna, ZI Tit Mellil - 29640 Tit Mellil |
| Mediouna   | Ouverture 25 août 2021 | Voitures affectées                                                                               | Lignes                                                                                           | Matériels 1                                                                                      |
| Mediouna   | Lignes remisées : 55 120 600 608 |                                                                                                  |                                                                                                  |                                                                                                  |
| Mediouna   | Matériels remisés : Mercedes-Benz Conecto LF |                                                                                                  |                                                                                                  |                                                                                                  |
| Mediouna   | - Particularités : Y sont remisées les lignes desservant la périphérie sud de Casablanca. - Histoire : - Date de dernière mise à jour : 29 août 2021 |                                                                                                  |                                                                                                  |                                                                                                  |

D'autres dépôts annexes existent :
- dépôt Qods : Ancienne Route de Rabat, Arrt. Sidi Bernoussi, 20250 Casablanca ;
- dépôt Raha : Route d'Azemmour KM 5 Arrt. Hay Hassani, 21000 Casablanca ;
- dépôt Mohammedia : Rue du Souss, 28800 Mohammedia.

### Agences commerciales
Plusieurs agences commerciales sont réparties à travers le territoire de la ville de Casablanca. Celles-ci permettent aux usagers de souscrire des abonnements de transport, des abonnements étudiants et de bénéficier de services prépayés entre autres.
Les agences commerciales, au nombre de cinq en 2022, sont les suivantes :

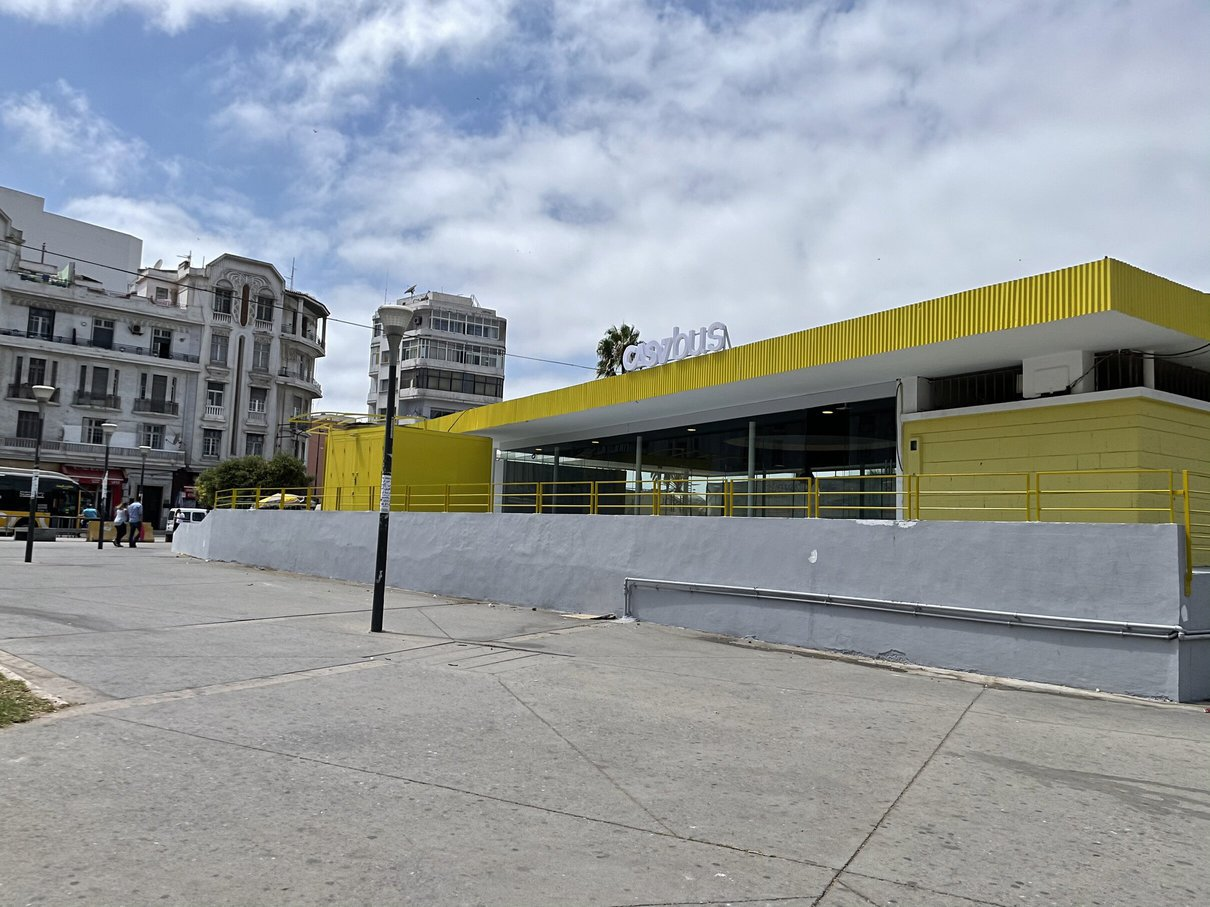
Agence commerciale Casabus située place des Nations-Unies

| Agence        | Adresse                                            |
| ------------- | -------------------------------------------------- |
| Nations-Unies | Place des Nations-Unies, Casablanca (Sidi Belyout) |
| Mâarif        | 203 Bd Bir Anzarane, Casablanca (Mâarif)           |
| Hay Hassani   | Rue Ibn Al Haytham, Casablanca (Hay-Hassani)       |
| Bernoussi     | Bd Abbas Ghadaoui, Casablanca (Sidi Bernoussi)     |
| Mohammedia    | 607 Bd de la Résistance, El Houria 2, Mohammedia   |

## Liste des lignes
Le 5 mars 2022, un an après la mise en service de dix nouvelles lignes à l'échelle de l'agglomération casablancaise, Alsa Al Baida annonce la mise en service de sept autres nouvelles lignes ( 13 ,  31 ,  51 ,  65 ,  79 ,  604 ,  606 ) ainsi que l'ajustement de deux autres (ligne 44 devenant  39  et ligne  309  prolongée).
Le 5 juillet 2022, Alsa Al Baida annonce la mise en service de la nouvelle ligne  5  desservant la corniche de Casablanca ainsi que les plages d’Aïn Diab.
| Ligne | Caractéristiques | Caractéristiques                                                     | Caractéristiques                                                     | Caractéristiques                                                     | Caractéristiques                                                     | Caractéristiques                                                     | Caractéristiques                                                     | Caractéristiques                                                     | Caractéristiques                                                     |
| 5     | Boulevard Houphouët Boigny (Gare de Casa-Port) ⥋ Riad El Oulfa | Boulevard Houphouët Boigny (Gare de Casa-Port) ⥋ Riad El Oulfa       | Boulevard Houphouët Boigny (Gare de Casa-Port) ⥋ Riad El Oulfa       | Boulevard Houphouët Boigny (Gare de Casa-Port) ⥋ Riad El Oulfa       | Boulevard Houphouët Boigny (Gare de Casa-Port) ⥋ Riad El Oulfa       | Boulevard Houphouët Boigny (Gare de Casa-Port) ⥋ Riad El Oulfa       | Boulevard Houphouët Boigny (Gare de Casa-Port) ⥋ Riad El Oulfa       | Boulevard Houphouët Boigny (Gare de Casa-Port) ⥋ Riad El Oulfa       | Boulevard Houphouët Boigny (Gare de Casa-Port) ⥋ Riad El Oulfa       |
| ----- | --- | -------------------------------------------------------------------- | -------------------------------------------------------------------- | -------------------------------------------------------------------- | -------------------------------------------------------------------- | -------------------------------------------------------------------- | -------------------------------------------------------------------- | -------------------------------------------------------------------- | -------------------------------------------------------------------- |
| 5     | Ouverture / Fermeture 5 juillet 2022 / — | Longueur 17 km                                                       | Durée —                                                              | Nb. d’arrêts 21                                                      | Matériel —                                                           | Jours de fonctionnement L, Ma, Me, J, V, S, D                        | Jour / Soir / Nuit / Fêtes O / O / N / O                             | Voy. / an —                                                          | Dépôt Mâarif                                                         |
| 5     | Desserte : - Villes et lieux desservis : Casablanca (Sidi Belyout, Anfa, Hay Hassani) - Stations de tramway et gares desservies : Ain-Diab Plage |                                                                      |                                                                      |                                                                      |                                                                      |                                                                      |                                                                      |                                                                      |                                                                      |
| 5     | Autre : - Amplitudes horaires : La ligne fonctionne du lundi au dimanche. - Date de dernière mise à jour : 5 juillet 2022 |                                                                      |                                                                      |                                                                      |                                                                      |                                                                      |                                                                      |                                                                      |                                                                      |
| 5     | Dernière actualisation : — |                                                                      |                                                                      |                                                                      |                                                                      |                                                                      |                                                                      |                                                                      |                                                                      |
| 6     | Place Maréchal ⥋ Aïn Chock - El Mekanssa | Place Maréchal ⥋ Aïn Chock - El Mekanssa                             | Place Maréchal ⥋ Aïn Chock - El Mekanssa                             | Place Maréchal ⥋ Aïn Chock - El Mekanssa                             | Place Maréchal ⥋ Aïn Chock - El Mekanssa                             | Place Maréchal ⥋ Aïn Chock - El Mekanssa                             | Place Maréchal ⥋ Aïn Chock - El Mekanssa                             | Place Maréchal ⥋ Aïn Chock - El Mekanssa                             | Place Maréchal ⥋ Aïn Chock - El Mekanssa                             |
| 6     | Ouverture / Fermeture 1953 / — | Longueur 13,8 km                                                     | Durée 62 min                                                         | Nb. d’arrêts 35                                                      | Matériel Irizar i3                                                   | Jours de fonctionnement L, Ma, Me, J, V, S, D                        | Jour / Soir / Nuit / Fêtes O / O / N / O                             | Voy. / an —                                                          | Dépôt Mâarif                                                         |
| 6     | Desserte : - Villes et lieux desservis : Casablanca (Sidi Belyout, Mers Sultan, Al Fida, Aïn Chock) - Stations de tramway et gares desservies : Place des Nations-Unies, Place Mohammed V, Avenue Hassan II, Wafasalaf, Faculté de Médecine, Gare de Mers Sultan, Place Sraghna |                                                                      |                                                                      |                                                                      |                                                                      |                                                                      |                                                                      |                                                                      |                                                                      |
| 6     | Autre : - Amplitudes horaires : La ligne fonctionne du lundi au dimanche de 5 h 40 à 21 h 4 environ. - Date de dernière mise à jour : |                                                                      |                                                                      |                                                                      |                                                                      |                                                                      |                                                                      |                                                                      |                                                                      |
| 6     | Dernière actualisation : — |                                                                      |                                                                      |                                                                      |                                                                      |                                                                      |                                                                      |                                                                      |                                                                      |
| 7     | Place Maréchal ⥋ Sidi Maârouf - Oulad Haddou | Place Maréchal ⥋ Sidi Maârouf - Oulad Haddou                         | Place Maréchal ⥋ Sidi Maârouf - Oulad Haddou                         | Place Maréchal ⥋ Sidi Maârouf - Oulad Haddou                         | Place Maréchal ⥋ Sidi Maârouf - Oulad Haddou                         | Place Maréchal ⥋ Sidi Maârouf - Oulad Haddou                         | Place Maréchal ⥋ Sidi Maârouf - Oulad Haddou                         | Place Maréchal ⥋ Sidi Maârouf - Oulad Haddou                         | Place Maréchal ⥋ Sidi Maârouf - Oulad Haddou                         |
| 7     | Ouverture / Fermeture 1925 / — | Longueur 11,41 km                                                    | Durée 45 min                                                         | Nb. d’arrêts 26                                                      | Matériel Irizar i3                                                   | Jours de fonctionnement L, Ma, Me, J, V, S, D                        | Jour / Soir / Nuit / Fêtes O / O / N / O                             | Voy. / an —                                                          | Dépôt Mâarif                                                         |
| 7     | Desserte : - Villes et lieux desservis : Casablanca (Sidi Belyout, Mâarif, Aïn Chock) - Stations de tramway et gares desservies : Place des Nations-Unies, Ghandi, Zénith, Gare d'Ennassim |                                                                      |                                                                      |                                                                      |                                                                      |                                                                      |                                                                      |                                                                      |                                                                      |
| 7     | Autre : - Amplitudes horaires : La ligne fonctionne du lundi au dimanche de 5 h 40 à 21 h 25 environ. - Date de dernière mise à jour : |                                                                      |                                                                      |                                                                      |                                                                      |                                                                      |                                                                      |                                                                      |                                                                      |
| 7     | Dernière actualisation : — |                                                                      |                                                                      |                                                                      |                                                                      |                                                                      |                                                                      |                                                                      |                                                                      |
| 9E    | Boulevard Houphouët Boigny (Gare de Casa-Port) ⥋ Gare d'Ennassim | Boulevard Houphouët Boigny (Gare de Casa-Port) ⥋ Gare d'Ennassim     | Boulevard Houphouët Boigny (Gare de Casa-Port) ⥋ Gare d'Ennassim     | Boulevard Houphouët Boigny (Gare de Casa-Port) ⥋ Gare d'Ennassim     | Boulevard Houphouët Boigny (Gare de Casa-Port) ⥋ Gare d'Ennassim     | Boulevard Houphouët Boigny (Gare de Casa-Port) ⥋ Gare d'Ennassim     | Boulevard Houphouët Boigny (Gare de Casa-Port) ⥋ Gare d'Ennassim     | Boulevard Houphouët Boigny (Gare de Casa-Port) ⥋ Gare d'Ennassim     | Boulevard Houphouët Boigny (Gare de Casa-Port) ⥋ Gare d'Ennassim     |
| 9E    | Ouverture / Fermeture 2015 / — | Longueur 16,74 km                                                    | Durée 60 min                                                         | Nb. d’arrêts 37                                                      | Matériel Irizar i3                                                   | Jours de fonctionnement L, Ma, Me, J, V, S, D                        | Jour / Soir / Nuit / Fêtes O / O / N / O                             | Voy. / an —                                                          | Dépôt Mâarif                                                         |
| 9E    | Desserte : - Villes et lieux desservis : Casablanca (Sidi Belyout, Anfa, Hay Hassani, Aïn Chock) - Stations de tramway et gares desservies : Gare de Casa-Port, Place des Nations-Unies, Sidi Abderrahmane, Laymoune, Gare d'Ennassim |                                                                      |                                                                      |                                                                      |                                                                      |                                                                      |                                                                      |                                                                      |                                                                      |
| 9E    | Autre : - Amplitudes horaires : La ligne fonctionne du lundi au dimanche de 5 h 45 à 21 h 9 environ. - Date de dernière mise à jour : |                                                                      |                                                                      |                                                                      |                                                                      |                                                                      |                                                                      |                                                                      |                                                                      |
| 9E    | Dernière actualisation : — |                                                                      |                                                                      |                                                                      |                                                                      |                                                                      |                                                                      |                                                                      |                                                                      |
| 11    | Dawliz ⥋ Salmia 2 (Mosquée) | Dawliz ⥋ Salmia 2 (Mosquée)                                          | Dawliz ⥋ Salmia 2 (Mosquée)                                          | Dawliz ⥋ Salmia 2 (Mosquée)                                          | Dawliz ⥋ Salmia 2 (Mosquée)                                          | Dawliz ⥋ Salmia 2 (Mosquée)                                          | Dawliz ⥋ Salmia 2 (Mosquée)                                          | Dawliz ⥋ Salmia 2 (Mosquée)                                          | Dawliz ⥋ Salmia 2 (Mosquée)                                          |
| 11    | Ouverture / Fermeture 196- ? / — | Longueur 17,93 km                                                    | Durée 72 min                                                         | Nb. d’arrêts 38                                                      | Matériel Mercedes-Benz Conecto LF                                    | Jours de fonctionnement L, Ma, Me, J, V, S, D                        | Jour / Soir / Nuit / Fêtes O / O / N / O                             | Voy. / an —                                                          | Dépôt Ben M'Sick                                                     |
| 11    | Desserte : - Villes et lieux desservis : Casablanca (Sidi Belyout, Les Roches Noires, Mers Sultan, Al Fida, Ben M'Sick, Sbata) - Stations de tramway et gares desservies : Place des Nations-Unies, La Résistance, Derb Sultan |                                                                      |                                                                      |                                                                      |                                                                      |                                                                      |                                                                      |                                                                      |                                                                      |
| 11    | Autre : - Amplitudes horaires : La ligne fonctionne du lundi au dimanche de 5 h 30 à 20 h 51 environ. - Date de dernière mise à jour : |                                                                      |                                                                      |                                                                      |                                                                      |                                                                      |                                                                      |                                                                      |                                                                      |
| 11    | Dernière actualisation : — |                                                                      |                                                                      |                                                                      |                                                                      |                                                                      |                                                                      |                                                                      |                                                                      |
| 13    | Sidi Belyout (Bd d'Anfa) ⥋ Kasbat Lamine | Sidi Belyout (Bd d'Anfa) ⥋ Kasbat Lamine                             | Sidi Belyout (Bd d'Anfa) ⥋ Kasbat Lamine                             | Sidi Belyout (Bd d'Anfa) ⥋ Kasbat Lamine                             | Sidi Belyout (Bd d'Anfa) ⥋ Kasbat Lamine                             | Sidi Belyout (Bd d'Anfa) ⥋ Kasbat Lamine                             | Sidi Belyout (Bd d'Anfa) ⥋ Kasbat Lamine                             | Sidi Belyout (Bd d'Anfa) ⥋ Kasbat Lamine                             | Sidi Belyout (Bd d'Anfa) ⥋ Kasbat Lamine                             |
| 13    | Ouverture / Fermeture 5 mars 2022 / — | Longueur 11,8 km                                                     | Durée —                                                              | Nb. d’arrêts —                                                       | Matériel —                                                           | Jours de fonctionnement L, Ma, Me, J, V, S, D                        | Jour / Soir / Nuit / Fêtes O / O / N / O                             | Voy. / an —                                                          | Dépôt Mâarif                                                         |
| 13    | Desserte : - Villes et lieux desservis : Casablanca (Sidi Belyout, Anfa, Hay Hassani) - Stations de tramway et gares desservies : Sidi Abderrahmane, Laymoune, Lissasfa |                                                                      |                                                                      |                                                                      |                                                                      |                                                                      |                                                                      |                                                                      |                                                                      |
| 13    | Autre : - Amplitudes horaires : La ligne fonctionne du lundi au dimanche. - Date de dernière mise à jour : 5 mars 2022 |                                                                      |                                                                      |                                                                      |                                                                      |                                                                      |                                                                      |                                                                      |                                                                      |
| 13    | Dernière actualisation : — |                                                                      |                                                                      |                                                                      |                                                                      |                                                                      |                                                                      |                                                                      |                                                                      |
| 16    | Lissasfa ⥋ Kissariat Hay Mohammadi | Lissasfa ⥋ Kissariat Hay Mohammadi                                   | Lissasfa ⥋ Kissariat Hay Mohammadi                                   | Lissasfa ⥋ Kissariat Hay Mohammadi                                   | Lissasfa ⥋ Kissariat Hay Mohammadi                                   | Lissasfa ⥋ Kissariat Hay Mohammadi                                   | Lissasfa ⥋ Kissariat Hay Mohammadi                                   | Lissasfa ⥋ Kissariat Hay Mohammadi                                   | Lissasfa ⥋ Kissariat Hay Mohammadi                                   |
| 16    | Ouverture / Fermeture 197- ? / 5 mars 2022 | Longueur 16,09 km                                                    | Durée 67 min                                                         | Nb. d’arrêts 32                                                      | Matériel Mercedes-Benz Conecto LF                                    | Jours de fonctionnement L, Ma, Me, J, V, S, D                        | Jour / Soir / Nuit / Fêtes O / O / N / O                             | Voy. / an —                                                          | Dépôt Ben M'Sick                                                     |
| 16    | Desserte : - Villes et lieux desservis : Casablanca (Hay Hassani, Mâarif, Mers Sultan, Al Fida, Les Roches Noires, Hay Mohammadi) - Stations de tramway et gares desservies : Lissasfa, Riviera, Derb Ghalef, Abdelmoumen, 2 Mars, Gare de Mers Sultan, El Fida, Place Sraghna, Derb Sultan, Mdakra/Ibn Tachfine, Kissariat Hay Mohammadi                                                      |                                                                      |                                                                      |                                                                      |                                                                      |                                                                      |                                                                      |                                                                      |                                                                      |
| 16    | Autre : - Amplitudes horaires : La ligne fonctionne du lundi au dimanche de 5 h 30 à 20 h 50 environ. - Date de dernière mise à jour : 22 novembre 2020 |                                                                      |                                                                      |                                                                      |                                                                      |                                                                      |                                                                      |                                                                      |                                                                      |
| 16    | Dernière actualisation : — |                                                                      |                                                                      |                                                                      |                                                                      |                                                                      |                                                                      |                                                                      |                                                                      |
| 17    | Mâarif - Bir Anzarane ⥋ Sidi Moumen - Lalla Asmaa | Mâarif - Bir Anzarane ⥋ Sidi Moumen - Lalla Asmaa                    | Mâarif - Bir Anzarane ⥋ Sidi Moumen - Lalla Asmaa                    | Mâarif - Bir Anzarane ⥋ Sidi Moumen - Lalla Asmaa                    | Mâarif - Bir Anzarane ⥋ Sidi Moumen - Lalla Asmaa                    | Mâarif - Bir Anzarane ⥋ Sidi Moumen - Lalla Asmaa                    | Mâarif - Bir Anzarane ⥋ Sidi Moumen - Lalla Asmaa                    | Mâarif - Bir Anzarane ⥋ Sidi Moumen - Lalla Asmaa                    | Mâarif - Bir Anzarane ⥋ Sidi Moumen - Lalla Asmaa                    |
| 17    | Ouverture / Fermeture 1965 / 13 mai 2021 | Longueur 12,62 km                                                    | Durée 55 min                                                         | Nb. d’arrêts 28                                                      | Matériel Mercedes-Benz Conecto LF                                    | Jours de fonctionnement L, Ma, Me, J, V, S, D                        | Jour / Soir / Nuit / Fêtes O / O / N / O                             | Voy. / an —                                                          | Dépôt Ben M'Sick                                                     |
| 17    | Desserte : - Villes et lieux desservis : Casablanca (Mâarif, Mers Sultan, Al Fida, Les Roches Noires, Moulay Rachid, Sidi Moumen) - Stations de tramway et gares desservies : Faculté de Médecine, Gare de Mers Sultan, Place Sraghna, Derb Sultan, Hay El Farah, Derb Milan, Hay Raja |                                                                      |                                                                      |                                                                      |                                                                      |                                                                      |                                                                      |                                                                      |                                                                      |
| 17    | Autre : - Amplitudes horaires : La ligne fonctionne du lundi au dimanche de 5 h 50 à 21 h 16 environ. - Date de dernière mise à jour : |                                                                      |                                                                      |                                                                      |                                                                      |                                                                      |                                                                      |                                                                      |                                                                      |
| 17    | Dernière actualisation : — |                                                                      |                                                                      |                                                                      |                                                                      |                                                                      |                                                                      |                                                                      |                                                                      |
| 18    | Place Sraghna ⥋ Ain Sebaa - Dalila | Place Sraghna ⥋ Ain Sebaa - Dalila                                   | Place Sraghna ⥋ Ain Sebaa - Dalila                                   | Place Sraghna ⥋ Ain Sebaa - Dalila                                   | Place Sraghna ⥋ Ain Sebaa - Dalila                                   | Place Sraghna ⥋ Ain Sebaa - Dalila                                   | Place Sraghna ⥋ Ain Sebaa - Dalila                                   | Place Sraghna ⥋ Ain Sebaa - Dalila                                   | Place Sraghna ⥋ Ain Sebaa - Dalila                                   |
| 18    | Ouverture / Fermeture 197-? / 13 mai 2021 | Longueur 20,16 km                                                    | Durée 55 min                                                         | Nb. d’arrêts 49                                                      | Matériel Mercedes-Benz Conecto LF                                    | Jours de fonctionnement L, Ma, Me, J, V, S, D                        | Jour / Soir / Nuit / Fêtes O / O / N / O                             | Voy. / an —                                                          | Dépôt Bernoussi                                                      |
| 18    | Desserte : - Villes et lieux desservis : Casablanca (Al Fida, Ben M'Sick, Les Roches Noires, Hay Mohammadi, Ain Sebaa) - Stations de tramway et gares desservies : Place Sraghna, Derb Milan, Hay Adil, Mdakra/Ibn Tachfine, Kissariat Hay Mohammadi, Hay Mohammadi, Achouhada, Ali Yata |                                                                      |                                                                      |                                                                      |                                                                      |                                                                      |                                                                      |                                                                      |                                                                      |
| 18    | Autre : - Amplitudes horaires : La ligne fonctionne du lundi au dimanche de 5 h 35 à 20 h 57 environ. - Date de dernière mise à jour : |                                                                      |                                                                      |                                                                      |                                                                      |                                                                      |                                                                      |                                                                      |                                                                      |
| 18    | Dernière actualisation : — |                                                                      |                                                                      |                                                                      |                                                                      |                                                                      |                                                                      |                                                                      |                                                                      |
| 19    | Place Maréchal ⥋ Riad El Oulfa 3 | Place Maréchal ⥋ Riad El Oulfa 3                                     | Place Maréchal ⥋ Riad El Oulfa 3                                     | Place Maréchal ⥋ Riad El Oulfa 3                                     | Place Maréchal ⥋ Riad El Oulfa 3                                     | Place Maréchal ⥋ Riad El Oulfa 3                                     | Place Maréchal ⥋ Riad El Oulfa 3                                     | Place Maréchal ⥋ Riad El Oulfa 3                                     | Place Maréchal ⥋ Riad El Oulfa 3                                     |
| 19    | Ouverture / Fermeture 197-? / — | Longueur 12,95 km                                                    | Durée 55 min                                                         | Nb. d’arrêts 29                                                      | Matériel Irizar i3                                                   | Jours de fonctionnement L, Ma, Me, J, V, S, D                        | Jour / Soir / Nuit / Fêtes O / O / N / O                             | Voy. / an —                                                          | Dépôt Mâarif                                                         |
| 19    | Desserte : - Villes et lieux desservis : Casablanca (Sidi Belyout, Mâarif, Hay Hassani) - Stations de tramway et gares desservies : Place des Nations-Unies, Place Mohammed V, Avenue Hassan II, Wafasalaf, Sidi Abderrahmane |                                                                      |                                                                      |                                                                      |                                                                      |                                                                      |                                                                      |                                                                      |                                                                      |
| 19    | Autre : - Amplitudes horaires : La ligne fonctionne du lundi au dimanche de 5 h 40 à 21 h 24 environ. - Date de dernière mise à jour : |                                                                      |                                                                      |                                                                      |                                                                      |                                                                      |                                                                      |                                                                      |                                                                      |
| 19    | Dernière actualisation : — |                                                                      |                                                                      |                                                                      |                                                                      |                                                                      |                                                                      |                                                                      |                                                                      |
| 20    | Gare Routière Oulad Ziane ⥋ Riad El Oulfa 3 | Gare Routière Oulad Ziane ⥋ Riad El Oulfa 3                          | Gare Routière Oulad Ziane ⥋ Riad El Oulfa 3                          | Gare Routière Oulad Ziane ⥋ Riad El Oulfa 3                          | Gare Routière Oulad Ziane ⥋ Riad El Oulfa 3                          | Gare Routière Oulad Ziane ⥋ Riad El Oulfa 3                          | Gare Routière Oulad Ziane ⥋ Riad El Oulfa 3                          | Gare Routière Oulad Ziane ⥋ Riad El Oulfa 3                          | Gare Routière Oulad Ziane ⥋ Riad El Oulfa 3                          |
| 20    | Ouverture / Fermeture 197-? / — | Longueur 13,78 km                                                    | Durée 55 min                                                         | Nb. d’arrêts 29                                                      | Matériel Mercedes-Benz Conecto LF                                    | Jours de fonctionnement L, Ma, Me, J, V, S, D                        | Jour / Soir / Nuit / Fêtes O / O / N / O                             | Voy. / an —                                                          | Dépôt Mâarif                                                         |
| 20    | Desserte : - Villes et lieux desservis : Casablanca (Al Fida, Mers Sultan, Mâarif, Hay Hassani) - Stations de tramway et gares desservies : Derb Sultan, Place Sraghna, El Fida, Ghandi, Sidi Abderrahmane |                                                                      |                                                                      |                                                                      |                                                                      |                                                                      |                                                                      |                                                                      |                                                                      |
| 20    | Autre : - Amplitudes horaires : La ligne fonctionne du lundi au dimanche de 5 h 40 à 21 h 7 environ. - Date de dernière mise à jour : |                                                                      |                                                                      |                                                                      |                                                                      |                                                                      |                                                                      |                                                                      |                                                                      |
| 20    | Dernière actualisation : — |                                                                      |                                                                      |                                                                      |                                                                      |                                                                      |                                                                      |                                                                      |                                                                      |
| 21    | Sidi Belyout (Bd d'Anfa) ⥋ El Khozama | Sidi Belyout (Bd d'Anfa) ⥋ El Khozama                                | Sidi Belyout (Bd d'Anfa) ⥋ El Khozama                                | Sidi Belyout (Bd d'Anfa) ⥋ El Khozama                                | Sidi Belyout (Bd d'Anfa) ⥋ El Khozama                                | Sidi Belyout (Bd d'Anfa) ⥋ El Khozama                                | Sidi Belyout (Bd d'Anfa) ⥋ El Khozama                                | Sidi Belyout (Bd d'Anfa) ⥋ El Khozama                                | Sidi Belyout (Bd d'Anfa) ⥋ El Khozama                                |
| 21    | Ouverture / Fermeture 197-? / 5 mars 2022 | Longueur 11,66 km                                                    | Durée 50 min                                                         | Nb. d’arrêts 24                                                      | Matériel Irizar i3                                                   | Jours de fonctionnement L, Ma, Me, J, V, S, D                        | Jour / Soir / Nuit / Fêtes O / O / N / O                             | Voy. / an —                                                          | Dépôt Mâarif                                                         |
| 21    | Desserte : - Villes et lieux desservis : Casablanca (Sidi Belyout, Anfa, Hay Hassani) - Stations de tramway et gares desservies : Hay Hassani |                                                                      |                                                                      |                                                                      |                                                                      |                                                                      |                                                                      |                                                                      |                                                                      |
| 21    | Autre : - Amplitudes horaires : La ligne fonctionne du lundi au dimanche de 5 h 41 à 21 h 22 environ. - Date de dernière mise à jour : |                                                                      |                                                                      |                                                                      |                                                                      |                                                                      |                                                                      |                                                                      |                                                                      |
| 21    | Dernière actualisation : — |                                                                      |                                                                      |                                                                      |                                                                      |                                                                      |                                                                      |                                                                      |                                                                      |
| 22    | Place Maréchal ⥋ Aïn Chock - Mandarona | Place Maréchal ⥋ Aïn Chock - Mandarona                               | Place Maréchal ⥋ Aïn Chock - Mandarona                               | Place Maréchal ⥋ Aïn Chock - Mandarona                               | Place Maréchal ⥋ Aïn Chock - Mandarona                               | Place Maréchal ⥋ Aïn Chock - Mandarona                               | Place Maréchal ⥋ Aïn Chock - Mandarona                               | Place Maréchal ⥋ Aïn Chock - Mandarona                               | Place Maréchal ⥋ Aïn Chock - Mandarona                               |
| 22    | Ouverture / Fermeture 197-? / — | Longueur 11,75 km                                                    | Durée 54 min                                                         | Nb. d’arrêts 27                                                      | Matériel Irizar i3                                                   | Jours de fonctionnement L, Ma, Me, J, V, S, D                        | Jour / Soir / Nuit / Fêtes O / O / N / O                             | Voy. / an —                                                          | Dépôt Mâarif                                                         |
| 22    | Desserte : - Villes et lieux desservis : Casablanca (Sidi Belyout, Mers Sultan, Al Fida, Aïn Chock) - Stations de tramway et gares desservies : Place des Nations-Unies, Place Mohammed V, Avenue Hassan II, 2 Mars, Gare de Mers Sultan, Al Fida |                                                                      |                                                                      |                                                                      |                                                                      |                                                                      |                                                                      |                                                                      |                                                                      |
| 22    | Autre : - Amplitudes horaires : La ligne fonctionne du lundi au dimanche de 5 h 40 à 21 h 25 environ. - Date de dernière mise à jour : 22 novembre 2020 |                                                                      |                                                                      |                                                                      |                                                                      |                                                                      |                                                                      |                                                                      |                                                                      |
| 22    | Dernière actualisation : — |                                                                      |                                                                      |                                                                      |                                                                      |                                                                      |                                                                      |                                                                      |                                                                      |
| 23    | Place Maréchal ⥋ Bernoussi - Mansouria | Place Maréchal ⥋ Bernoussi - Mansouria                               | Place Maréchal ⥋ Bernoussi - Mansouria                               | Place Maréchal ⥋ Bernoussi - Mansouria                               | Place Maréchal ⥋ Bernoussi - Mansouria                               | Place Maréchal ⥋ Bernoussi - Mansouria                               | Place Maréchal ⥋ Bernoussi - Mansouria                               | Place Maréchal ⥋ Bernoussi - Mansouria                               | Place Maréchal ⥋ Bernoussi - Mansouria                               |
| 23    | Ouverture / Fermeture 197-? / — | Longueur 19,02 km                                                    | Durée 63 min                                                         | Nb. d’arrêts 43                                                      | Matériel Mercedes-Benz Conecto LF                                    | Jours de fonctionnement L, Ma, Me, J, V, S, D                        | Jour / Soir / Nuit / Fêtes O / O / N / O                             | Voy. / an —                                                          | Dépôt Qods                                                           |
| 23    | Desserte : - Villes et lieux desservis : Casablanca (Sidi Belyout, Les Roches Noires, Ain Sebaa, Sidi Bernoussi) - Stations de tramway et gares desservies : Place des Nations-Unies, Préfecture Ain Sebaa, Gare d'Aïn Sebaâ, Abi Der Ghafari, Sidi Bernoussi |                                                                      |                                                                      |                                                                      |                                                                      |                                                                      |                                                                      |                                                                      |                                                                      |
| 23    | Autre : - Amplitudes horaires : La ligne fonctionne du lundi au dimanche de 5 h 30 à 21 h 1 environ. - Date de dernière mise à jour : |                                                                      |                                                                      |                                                                      |                                                                      |                                                                      |                                                                      |                                                                      |                                                                      |
| 23    | Dernière actualisation : — |                                                                      |                                                                      |                                                                      |                                                                      |                                                                      |                                                                      |                                                                      |                                                                      |
| 31    | Place Sraghna ⥋ Sidi Maârouf - Oulad Haddou | Place Sraghna ⥋ Sidi Maârouf - Oulad Haddou                          | Place Sraghna ⥋ Sidi Maârouf - Oulad Haddou                          | Place Sraghna ⥋ Sidi Maârouf - Oulad Haddou                          | Place Sraghna ⥋ Sidi Maârouf - Oulad Haddou                          | Place Sraghna ⥋ Sidi Maârouf - Oulad Haddou                          | Place Sraghna ⥋ Sidi Maârouf - Oulad Haddou                          | Place Sraghna ⥋ Sidi Maârouf - Oulad Haddou                          | Place Sraghna ⥋ Sidi Maârouf - Oulad Haddou                          |
| 31    | Ouverture / Fermeture 5 mars 2022 / — | Longueur 15,5 km                                                     | Durée —                                                              | Nb. d’arrêts —                                                       | Matériel —                                                           | Jours de fonctionnement L, Ma, Me, J, V, S, D                        | Jour / Soir / Nuit / Fêtes O / O / N / O                             | Voy. / an —                                                          | Dépôt —                                                              |
| 31    | Desserte : - Villes et lieux desservis : Casablanca (Al Fida, Aïn Chock) - Stations de tramway et gares desservies : Place Sraghna |                                                                      |                                                                      |                                                                      |                                                                      |                                                                      |                                                                      |                                                                      |                                                                      |
| 31    | Autre : - Amplitudes horaires : La ligne fonctionne du lundi au dimanche. - Date de dernière mise à jour : 5 mars 2022 |                                                                      |                                                                      |                                                                      |                                                                      |                                                                      |                                                                      |                                                                      |                                                                      |
| 31    | Dernière actualisation : — |                                                                      |                                                                      |                                                                      |                                                                      |                                                                      |                                                                      |                                                                      |                                                                      |
| 32D   | Faculté de Ben M'Sick ⥋ Facultés de Mohammedia | Faculté de Ben M'Sick ⥋ Facultés de Mohammedia                       | Faculté de Ben M'Sick ⥋ Facultés de Mohammedia                       | Faculté de Ben M'Sick ⥋ Facultés de Mohammedia                       | Faculté de Ben M'Sick ⥋ Facultés de Mohammedia                       | Faculté de Ben M'Sick ⥋ Facultés de Mohammedia                       | Faculté de Ben M'Sick ⥋ Facultés de Mohammedia                       | Faculté de Ben M'Sick ⥋ Facultés de Mohammedia                       | Faculté de Ben M'Sick ⥋ Facultés de Mohammedia                       |
| 32D   | Ouverture / Fermeture 18 septembre 2007 / — | Longueur 27,72 km                                                    | Durée 54 min                                                         | Nb. d’arrêts 14                                                      | Matériel Mercedes-Benz Conecto LF                                    | Jours de fonctionnement L, Ma, Me, J, V, S                           | Jour / Soir / Nuit / Fêtes O / N / N / N                             | Voy. / an —                                                          | Dépôt Ben M'Sick                                                     |
| 32D   | Desserte : - Villes et lieux desservis : Casablanca (Moulay Rachid), Mohammédia - Stations de tramway et gares desservies : Ibn Tachfine/Mdakra, Hay Adil, Gare de Mohammédia |                                                                      |                                                                      |                                                                      |                                                                      |                                                                      |                                                                      |                                                                      |                                                                      |
| 32D   | Autre : - Amplitudes horaires : La ligne fonctionne du lundi au samedi de 7 h 0 à 18 h 0 environ. - Date de dernière mise à jour : 26 octobre 2020 |                                                                      |                                                                      |                                                                      |                                                                      |                                                                      |                                                                      |                                                                      |                                                                      |
| 32D   | Dernière actualisation : — |                                                                      |                                                                      |                                                                      |                                                                      |                                                                      |                                                                      |                                                                      |                                                                      |
| 33    | Place La Concorde ⥋ Anassi | Place La Concorde ⥋ Anassi                                           | Place La Concorde ⥋ Anassi                                           | Place La Concorde ⥋ Anassi                                           | Place La Concorde ⥋ Anassi                                           | Place La Concorde ⥋ Anassi                                           | Place La Concorde ⥋ Anassi                                           | Place La Concorde ⥋ Anassi                                           | Place La Concorde ⥋ Anassi                                           |
| 33    | Ouverture / Fermeture 196- ? / — | Longueur 14,28 km                                                    | Durée 48 min                                                         | Nb. d’arrêts 23                                                      | Matériel Mercedes-Benz Conecto LF                                    | Jours de fonctionnement L, Ma, Me, J, V, S, D                        | Jour / Soir / Nuit / Fêtes O / O / N / O                             | Voy. / an —                                                          | Dépôt Bernoussi                                                      |
| 33    | Desserte : - Villes et lieux desservis : Casablanca (Sidi Belyout, Roches Noires, Ain Sebaa, Sidi Bernoussi, Sidi Moumen) - Stations de tramway et gares desservies : Place des Nations-Unies, Place Al Yassir, Préfecture Ain Sebaa, Sidi Moumen |                                                                      |                                                                      |                                                                      |                                                                      |                                                                      |                                                                      |                                                                      |                                                                      |
| 33    | Autre : - Amplitudes horaires : La ligne fonctionne du lundi au dimanche de 5 h 30 à 21 h 6 environ. - Date de dernière mise à jour : |                                                                      |                                                                      |                                                                      |                                                                      |                                                                      |                                                                      |                                                                      |                                                                      |
| 33    | Dernière actualisation : — |                                                                      |                                                                      |                                                                      |                                                                      |                                                                      |                                                                      |                                                                      |                                                                      |
| 35    | Place Maréchal ⥋ Oulfa | Place Maréchal ⥋ Oulfa                                               | Place Maréchal ⥋ Oulfa                                               | Place Maréchal ⥋ Oulfa                                               | Place Maréchal ⥋ Oulfa                                               | Place Maréchal ⥋ Oulfa                                               | Place Maréchal ⥋ Oulfa                                               | Place Maréchal ⥋ Oulfa                                               | Place Maréchal ⥋ Oulfa                                               |
| 35    | Ouverture / Fermeture 197-? / — | Longueur 10,76 km                                                    | Durée 50 min                                                         | Nb. d’arrêts 24                                                      | Matériel Irizar i3                                                   | Jours de fonctionnement L, Ma, Me, J, V, S, D                        | Jour / Soir / Nuit / Fêtes O / O / N / O                             | Voy. / an —                                                          | Dépôt Mâarif                                                         |
| 35    | Desserte : - Villes et lieux desservis : Casablanca (Sidi Belyout, Mâarif, Hay Hassani) - Stations de tramway et gares desservies : Place des Nations-Unies, Mohammed V, Avenue Hassan II, Wafasalaf, Sidi Abderrahmane |                                                                      |                                                                      |                                                                      |                                                                      |                                                                      |                                                                      |                                                                      |                                                                      |
| 35    | Autre : - Amplitudes horaires : La ligne fonctionne du lundi au dimanche de 5 h 41 à 21 h 19 environ. - Date de dernière mise à jour : |                                                                      |                                                                      |                                                                      |                                                                      |                                                                      |                                                                      |                                                                      |                                                                      |
| 35    | Dernière actualisation : — |                                                                      |                                                                      |                                                                      |                                                                      |                                                                      |                                                                      |                                                                      |                                                                      |
| 38    | El Hank ⥋ Hay El Falah | El Hank ⥋ Hay El Falah                                               | El Hank ⥋ Hay El Falah                                               | El Hank ⥋ Hay El Falah                                               | El Hank ⥋ Hay El Falah                                               | El Hank ⥋ Hay El Falah                                               | El Hank ⥋ Hay El Falah                                               | El Hank ⥋ Hay El Falah                                               | El Hank ⥋ Hay El Falah                                               |
| 38    | Ouverture / Fermeture 197-? / — | Longueur 15,12 km                                                    | Durée 65 min                                                         | Nb. d’arrêts 36                                                      | Matériel Mercedes-Benz Conecto LF                                    | Jours de fonctionnement L, Ma, Me, J, V, S, D                        | Jour / Soir / Nuit / Fêtes O / O / N / O                             | Voy. / an —                                                          | Dépôt Ben M'Sick                                                     |
| 38    | Desserte : - Villes et lieux desservis : Casablanca (Anfa, Sidi Belyout, Mâarif, Mers Sultan, Al Fida, Les Roches Noires, Moulay Rachid) - Stations de tramway et gares desservies : Avenue Hassan II, Wafasalaf, Faculté de Médecine, 2 Mars, Gare de Mers Sultan, El Fida, Place Sraghna, Derb Sultan, Derb Milan                                                                            |                                                                      |                                                                      |                                                                      |                                                                      |                                                                      |                                                                      |                                                                      |                                                                      |
| 38    | Autre : - Amplitudes horaires : La ligne fonctionne du lundi au dimanche de 5 h 30 à 21 h 8 environ. - Date de dernière mise à jour : |                                                                      |                                                                      |                                                                      |                                                                      |                                                                      |                                                                      |                                                                      |                                                                      |
| 38    | Dernière actualisation : — |                                                                      |                                                                      |                                                                      |                                                                      |                                                                      |                                                                      |                                                                      |                                                                      |
| 39    | Gare Routière Oulad Ziane ⥋ El Mzabiyine | Gare Routière Oulad Ziane ⥋ El Mzabiyine                             | Gare Routière Oulad Ziane ⥋ El Mzabiyine                             | Gare Routière Oulad Ziane ⥋ El Mzabiyine                             | Gare Routière Oulad Ziane ⥋ El Mzabiyine                             | Gare Routière Oulad Ziane ⥋ El Mzabiyine                             | Gare Routière Oulad Ziane ⥋ El Mzabiyine                             | Gare Routière Oulad Ziane ⥋ El Mzabiyine                             | Gare Routière Oulad Ziane ⥋ El Mzabiyine                             |
| 39    | Ouverture / Fermeture 5 mars 2022 / — | Longueur 17,3 km                                                     | Durée —                                                              | Nb. d’arrêts —                                                       | Matériel Mercedes-Benz Conecto LF                                    | Jours de fonctionnement L, Ma, Me, J, V, S, D                        | Jour / Soir / Nuit / Fêtes O / O / N / O                             | Voy. / an —                                                          | Dépôt Ben M'Sick                                                     |
| 39    | Desserte : - Villes et lieux desservis : Casablanca (Roches Noires, Hay Mohammadi, Sidi Othmane, Ben M'Sick, Aïn Chock) - Stations de tramway et gares desservies : Hay Adil, Mdakra/Ibn Tachfine, Kissariat Hay Mohammadi, Hay Mohammadi |                                                                      |                                                                      |                                                                      |                                                                      |                                                                      |                                                                      |                                                                      |                                                                      |
| 39    | Autre : - Amplitudes horaires : La ligne fonctionne du lundi au dimanche de 5 h 40 à 20 h 57 environ. - Date de dernière mise à jour : 5 mars 2022 |                                                                      |                                                                      |                                                                      |                                                                      |                                                                      |                                                                      |                                                                      |                                                                      |
| 39    | Dernière actualisation : — |                                                                      |                                                                      |                                                                      |                                                                      |                                                                      |                                                                      |                                                                      |                                                                      |
| 40    | Place Oued Makhazine ⥋ Attacharouk | Place Oued Makhazine ⥋ Attacharouk                                   | Place Oued Makhazine ⥋ Attacharouk                                   | Place Oued Makhazine ⥋ Attacharouk                                   | Place Oued Makhazine ⥋ Attacharouk                                   | Place Oued Makhazine ⥋ Attacharouk                                   | Place Oued Makhazine ⥋ Attacharouk                                   | Place Oued Makhazine ⥋ Attacharouk                                   | Place Oued Makhazine ⥋ Attacharouk                                   |
| 40    | Ouverture / Fermeture 198-? / — | Longueur 12,73 km                                                    | Durée 53 min                                                         | Nb. d’arrêts 26                                                      | Matériel Mercedes-Benz Conecto LF                                    | Jours de fonctionnement L, Ma, Me, J, V, S, D                        | Jour / Soir / Nuit / Fêtes O / O / N / O                             | Voy. / an —                                                          | Dépôt Ben M'Sick                                                     |
| 40    | Desserte : - Villes et lieux desservis : Casablanca (Sidi Belyout, Mers Sultan, Al Fida, Les Roches Noires, Moulay Rachid) - Stations de tramway et gares desservies : Place Mohammed V, Derb Sultan, Hay El Farah, Derb Milan |                                                                      |                                                                      |                                                                      |                                                                      |                                                                      |                                                                      |                                                                      |                                                                      |
| 40    | Autre : - Amplitudes horaires : La ligne fonctionne du lundi au dimanche de 5 h 50 à 20 h 48 environ. - Date de dernière mise à jour : |                                                                      |                                                                      |                                                                      |                                                                      |                                                                      |                                                                      |                                                                      |                                                                      |
| 40    | Dernière actualisation : — |                                                                      |                                                                      |                                                                      |                                                                      |                                                                      |                                                                      |                                                                      |                                                                      |
| 43    | Hôpital Moulay Youssef ⥋ Sidi Moumen - Doha | Hôpital Moulay Youssef ⥋ Sidi Moumen - Doha                          | Hôpital Moulay Youssef ⥋ Sidi Moumen - Doha                          | Hôpital Moulay Youssef ⥋ Sidi Moumen - Doha                          | Hôpital Moulay Youssef ⥋ Sidi Moumen - Doha                          | Hôpital Moulay Youssef ⥋ Sidi Moumen - Doha                          | Hôpital Moulay Youssef ⥋ Sidi Moumen - Doha                          | Hôpital Moulay Youssef ⥋ Sidi Moumen - Doha                          | Hôpital Moulay Youssef ⥋ Sidi Moumen - Doha                          |
| 43    | Ouverture / Fermeture 198-? / — | Longueur 13,77 km                                                    | Durée 52 min                                                         | Nb. d’arrêts 30                                                      | Matériel Mercedes-Benz Conecto LF                                    | Jours de fonctionnement L, Ma, Me, J, V, S, D                        | Jour / Soir / Nuit / Fêtes O / O / N / O                             | Voy. / an —                                                          | Dépôt —                                                              |
| 43    | Desserte : - Villes et lieux desservis : Casablanca (Sidi Belyout, Les Roches Noires, Hay Mohammadi, Sidi Moumen) - Stations de tramway et gares desservies : Place des Nations-Unies, La Résistance, Mdakra/Ibn Tachfine |                                                                      |                                                                      |                                                                      |                                                                      |                                                                      |                                                                      |                                                                      |                                                                      |
| 43    | Autre : - Amplitudes horaires : La ligne fonctionne du lundi au dimanche de 5 h 45 à 20 h 56 environ. - Date de dernière mise à jour : |                                                                      |                                                                      |                                                                      |                                                                      |                                                                      |                                                                      |                                                                      |                                                                      |
| 43    | Dernière actualisation : — |                                                                      |                                                                      |                                                                      |                                                                      |                                                                      |                                                                      |                                                                      |                                                                      |
| 47    | Mâarif (Rond-point Bassir) ⥋ Sidi Moumen - Doha | Mâarif (Rond-point Bassir) ⥋ Sidi Moumen - Doha                      | Mâarif (Rond-point Bassir) ⥋ Sidi Moumen - Doha                      | Mâarif (Rond-point Bassir) ⥋ Sidi Moumen - Doha                      | Mâarif (Rond-point Bassir) ⥋ Sidi Moumen - Doha                      | Mâarif (Rond-point Bassir) ⥋ Sidi Moumen - Doha                      | Mâarif (Rond-point Bassir) ⥋ Sidi Moumen - Doha                      | Mâarif (Rond-point Bassir) ⥋ Sidi Moumen - Doha                      | Mâarif (Rond-point Bassir) ⥋ Sidi Moumen - Doha                      |
| 47    | Ouverture / Fermeture 198-? / 13 mai 2021 | Longueur 15,56 km                                                    | Durée 55 min                                                         | Nb. d’arrêts 37                                                      | Matériel Mercedes-Benz Conecto LF                                    | Jours de fonctionnement L, Ma, Me, J, V, S, D                        | Jour / Soir / Nuit / Fêtes O / O / N / O                             | Voy. / an —                                                          | Dépôt —                                                              |
| 47    | Desserte : - Villes et lieux desservis : Casablanca (Mâarif, Al Fida, Les Roches Noires, Hay Mohammadi, Sidi Moumen) - Stations de tramway et gares desservies : Riviera, Bachkou, Derb Milan, Hay Adil, Mdakra/Ibn Tachfine |                                                                      |                                                                      |                                                                      |                                                                      |                                                                      |                                                                      |                                                                      |                                                                      |
| 47    | Autre : - Amplitudes horaires : La ligne fonctionne du lundi au dimanche de 5 h 30 à 21 h 5 environ. - Date de dernière mise à jour : |                                                                      |                                                                      |                                                                      |                                                                      |                                                                      |                                                                      |                                                                      |                                                                      |
| 47    | Dernière actualisation : — |                                                                      |                                                                      |                                                                      |                                                                      |                                                                      |                                                                      |                                                                      |                                                                      |
| 50    | Sidi Belyout (Bd d'Anfa) ⥋ Errahma | Sidi Belyout (Bd d'Anfa) ⥋ Errahma                                   | Sidi Belyout (Bd d'Anfa) ⥋ Errahma                                   | Sidi Belyout (Bd d'Anfa) ⥋ Errahma                                   | Sidi Belyout (Bd d'Anfa) ⥋ Errahma                                   | Sidi Belyout (Bd d'Anfa) ⥋ Errahma                                   | Sidi Belyout (Bd d'Anfa) ⥋ Errahma                                   | Sidi Belyout (Bd d'Anfa) ⥋ Errahma                                   | Sidi Belyout (Bd d'Anfa) ⥋ Errahma                                   |
| 50    | Ouverture / Fermeture 198-? / — | Longueur 12,38 km                                                    | Durée 51 min                                                         | Nb. d’arrêts 27                                                      | Matériel Irizar i3                                                   | Jours de fonctionnement L, Ma, Me, J, V, S, D                        | Jour / Soir / Nuit / Fêtes O / O / N / O                             | Voy. / an —                                                          | Dépôt Mâarif                                                         |
| 50    | Desserte : - Villes et lieux desservis : Casablanca (Anfa, Mâarif, Hay Hassani), Dar Bouazza - Stations de tramway et gares desservies : Sidi Abderrahmane |                                                                      |                                                                      |                                                                      |                                                                      |                                                                      |                                                                      |                                                                      |                                                                      |
| 50    | Autre : - Amplitudes horaires : La ligne fonctionne du lundi au dimanche de 5 h 30 à 21 h 14 environ. - Date de dernière mise à jour : |                                                                      |                                                                      |                                                                      |                                                                      |                                                                      |                                                                      |                                                                      |                                                                      |
| 50    | Dernière actualisation : — |                                                                      |                                                                      |                                                                      |                                                                      |                                                                      |                                                                      |                                                                      |                                                                      |
| 51    | Gare Routière Oulad Ziane ⥋ Errahma | Gare Routière Oulad Ziane ⥋ Errahma                                  | Gare Routière Oulad Ziane ⥋ Errahma                                  | Gare Routière Oulad Ziane ⥋ Errahma                                  | Gare Routière Oulad Ziane ⥋ Errahma                                  | Gare Routière Oulad Ziane ⥋ Errahma                                  | Gare Routière Oulad Ziane ⥋ Errahma                                  | Gare Routière Oulad Ziane ⥋ Errahma                                  | Gare Routière Oulad Ziane ⥋ Errahma                                  |
| 51    | Ouverture / Fermeture 5 mars 2022 / — | Longueur 20,4 km                                                     | Durée —                                                              | Nb. d’arrêts —                                                       | Matériel —                                                           | Jours de fonctionnement L, Ma, Me, J, V, S, D                        | Jour / Soir / Nuit / Fêtes O / O / N / O                             | Voy. / an —                                                          | Dépôt Mâarif                                                         |
| 51    | Desserte : - Villes et lieux desservis : Casablanca (Les Roches Noires, Al Fida, Mers Sultan, Mâarif, Hay Hassani), Dar Bouazza - Stations de tramway et gares desservies : Derb Sultan, Place Sraghna, El Fida, 2 Mars, Faculté de Médecine, Abdelmoumen, Derb Ghalef, Facultés, Lissasfa |                                                                      |                                                                      |                                                                      |                                                                      |                                                                      |                                                                      |                                                                      |                                                                      |
| 51    | Autre : - Amplitudes horaires : La ligne fonctionne du lundi au dimanche. - Date de dernière mise à jour : 5 mars 2022 |                                                                      |                                                                      |                                                                      |                                                                      |                                                                      |                                                                      |                                                                      |                                                                      |
| 51    | Dernière actualisation : — |                                                                      |                                                                      |                                                                      |                                                                      |                                                                      |                                                                      |                                                                      |                                                                      |
| 55    | Hôpital Moulay Youssef ⥋ Lahraouyine - Oulad Mellouk | Hôpital Moulay Youssef ⥋ Lahraouyine - Oulad Mellouk                 | Hôpital Moulay Youssef ⥋ Lahraouyine - Oulad Mellouk                 | Hôpital Moulay Youssef ⥋ Lahraouyine - Oulad Mellouk                 | Hôpital Moulay Youssef ⥋ Lahraouyine - Oulad Mellouk                 | Hôpital Moulay Youssef ⥋ Lahraouyine - Oulad Mellouk                 | Hôpital Moulay Youssef ⥋ Lahraouyine - Oulad Mellouk                 | Hôpital Moulay Youssef ⥋ Lahraouyine - Oulad Mellouk                 | Hôpital Moulay Youssef ⥋ Lahraouyine - Oulad Mellouk                 |
| 55    | Ouverture / Fermeture 198-? / — | Longueur 16,84 km                                                    | Durée 70 min                                                         | Nb. d’arrêts 30                                                      | Matériel Mercedes-Benz Conecto LF                                    | Jours de fonctionnement L, Ma, Me, J, V, S, D                        | Jour / Soir / Nuit / Fêtes O / O / N / O                             | Voy. / an —                                                          | Dépôt Ben M'Sick                                                     |
| 55    | Desserte : - Villes et lieux desservis : Casablanca (Sidi Belyout, Les Roches Noires, Sidi Othmane), Lahraouyine - Stations de tramway et gares desservies : Place des Nations-Unies, La Résistance, Hay Adil |                                                                      |                                                                      |                                                                      |                                                                      |                                                                      |                                                                      |                                                                      |                                                                      |
| 55    | Autre : - Amplitudes horaires : La ligne fonctionne du lundi au dimanche de 5 h 30 à 21 h 0 environ. - Date de dernière mise à jour : 26 octobre 2020 |                                                                      |                                                                      |                                                                      |                                                                      |                                                                      |                                                                      |                                                                      |                                                                      |
| 55    | Dernière actualisation : — |                                                                      |                                                                      |                                                                      |                                                                      |                                                                      |                                                                      |                                                                      |                                                                      |
| 56    | Mâarif ⥋ Attacharouk | Mâarif ⥋ Attacharouk                                                 | Mâarif ⥋ Attacharouk                                                 | Mâarif ⥋ Attacharouk                                                 | Mâarif ⥋ Attacharouk                                                 | Mâarif ⥋ Attacharouk                                                 | Mâarif ⥋ Attacharouk                                                 | Mâarif ⥋ Attacharouk                                                 | Mâarif ⥋ Attacharouk                                                 |
| 56    | Ouverture / Fermeture 198-? / — | Longueur 23,21 km                                                    | Durée 85 min                                                         | Nb. d’arrêts 44                                                      | Matériel Mercedes-Benz Conecto LF                                    | Jours de fonctionnement L, Ma, Me, J, V, S, D                        | Jour / Soir / Nuit / Fêtes O / O / N / O                             | Voy. / an —                                                          | Dépôt Ben M'Sick                                                     |
| 56    | Desserte : - Villes et lieux desservis : Casablanca (Mâarif, Anfa, Sidi Belyout, Mers Sultan, Al Fida, Sidi Othmane, Moulay Rachid) - Stations de tramway et gares desservies : Gare de Casa-Port, Place des Nations-Unies, Place Mohammed V, Derb Sultan |                                                                      |                                                                      |                                                                      |                                                                      |                                                                      |                                                                      |                                                                      |                                                                      |
| 56    | Autre : - Amplitudes horaires : La ligne fonctionne du lundi au dimanche de 5 h 30 à 20 h 58 environ. - Date de dernière mise à jour : 26 octobre 2020 |                                                                      |                                                                      |                                                                      |                                                                      |                                                                      |                                                                      |                                                                      |                                                                      |
| 56    | Dernière actualisation : — |                                                                      |                                                                      |                                                                      |                                                                      |                                                                      |                                                                      |                                                                      |                                                                      |
| 60    | Hôpital Moulay Youssef ⥋ Sbata - Jamila | Hôpital Moulay Youssef ⥋ Sbata - Jamila                              | Hôpital Moulay Youssef ⥋ Sbata - Jamila                              | Hôpital Moulay Youssef ⥋ Sbata - Jamila                              | Hôpital Moulay Youssef ⥋ Sbata - Jamila                              | Hôpital Moulay Youssef ⥋ Sbata - Jamila                              | Hôpital Moulay Youssef ⥋ Sbata - Jamila                              | Hôpital Moulay Youssef ⥋ Sbata - Jamila                              | Hôpital Moulay Youssef ⥋ Sbata - Jamila                              |
| 60    | Ouverture / Fermeture 1985 ? / — | Longueur 12,64 km                                                    | Durée 51 min                                                         | Nb. d’arrêts 29                                                      | Matériel Irizar i3                                                   | Jours de fonctionnement L, Ma, Me, J, V, S, D                        | Jour / Soir / Nuit / Fêtes O / O / N / O                             | Voy. / an —                                                          | Dépôt Mâarif                                                         |
| 60    | Desserte : - Villes et lieux desservis : Casablanca (Sidi Belyout, Mâarif, Mers Sultan, Al Fida, Aïn Chock, Sbata) - Stations de tramway et gares desservies : Avenue Hassan II, 2 Mars, Gare de Mers Sultan, El Fida |                                                                      |                                                                      |                                                                      |                                                                      |                                                                      |                                                                      |                                                                      |                                                                      |
| 60    | Autre : - Amplitudes horaires : La ligne fonctionne du lundi au dimanche de 5 h 45 à 21 h 11 environ. - Date de dernière mise à jour : 22 novembre 2020 |                                                                      |                                                                      |                                                                      |                                                                      |                                                                      |                                                                      |                                                                      |                                                                      |
| 60    | Dernière actualisation : — |                                                                      |                                                                      |                                                                      |                                                                      |                                                                      |                                                                      |                                                                      |                                                                      |
| 62    | Hôpital Moulay Youssef ⥋ Hay El Fadl | Hôpital Moulay Youssef ⥋ Hay El Fadl                                 | Hôpital Moulay Youssef ⥋ Hay El Fadl                                 | Hôpital Moulay Youssef ⥋ Hay El Fadl                                 | Hôpital Moulay Youssef ⥋ Hay El Fadl                                 | Hôpital Moulay Youssef ⥋ Hay El Fadl                                 | Hôpital Moulay Youssef ⥋ Hay El Fadl                                 | Hôpital Moulay Youssef ⥋ Hay El Fadl                                 | Hôpital Moulay Youssef ⥋ Hay El Fadl                                 |
| 62    | Ouverture / Fermeture 3 mai 2021 / — | Longueur 16,63 km                                                    | Durée —                                                              | Nb. d’arrêts 28                                                      | Matériel Mercedes-Benz Conecto LF                                    | Jours de fonctionnement L, Ma, Me, J, V, S, D                        | Jour / Soir / Nuit / Fêtes O / O / N / O                             | Voy. / an —                                                          | Dépôt Ben M'Sick                                                     |
| 62    | Desserte : - Villes et lieux desservis : Casablanca (Sidi Belyout, Les Roches Noires, Sidi Othmane, Moulay Rachid), Lahraouyine - Stations de tramway et gares desservies : Place des Nations-Unies, La Résistance, Derb Milan |                                                                      |                                                                      |                                                                      |                                                                      |                                                                      |                                                                      |                                                                      |                                                                      |
| 62    | Autre : - Amplitudes horaires : La ligne fonctionne du lundi au dimanche. - Date de dernière mise à jour : 1 mai 2021 |                                                                      |                                                                      |                                                                      |                                                                      |                                                                      |                                                                      |                                                                      |                                                                      |
| 62    | Dernière actualisation : — |                                                                      |                                                                      |                                                                      |                                                                      |                                                                      |                                                                      |                                                                      |                                                                      |
| 63    | Hay Hassani - Sidi El Khadir ⥋ Salmia 2 | Hay Hassani - Sidi El Khadir ⥋ Salmia 2                              | Hay Hassani - Sidi El Khadir ⥋ Salmia 2                              | Hay Hassani - Sidi El Khadir ⥋ Salmia 2                              | Hay Hassani - Sidi El Khadir ⥋ Salmia 2                              | Hay Hassani - Sidi El Khadir ⥋ Salmia 2                              | Hay Hassani - Sidi El Khadir ⥋ Salmia 2                              | Hay Hassani - Sidi El Khadir ⥋ Salmia 2                              | Hay Hassani - Sidi El Khadir ⥋ Salmia 2                              |
| 63    | Ouverture / Fermeture 1985 ? / — | Longueur 18,93 km                                                    | Durée 72 min                                                         | Nb. d’arrêts 42                                                      | Matériel Mercedes-Benz Conecto LF                                    | Jours de fonctionnement L, Ma, Me, J, V, S, D                        | Jour / Soir / Nuit / Fêtes O / O / N / O                             | Voy. / an —                                                          | Dépôt Ben M'Sick                                                     |
| 63    | Desserte : - Villes et lieux desservis : Casablanca (Hay Hassani, Mâarif, Al Fida, Aïn Chock, Sbata) - Stations de tramway et gares desservies : Sidi Abderrahmane, Riviera, Derb Ghalef, Abdelmoumen/Anoual, 2 Mars, Gare de Mers Sultan, El Fida |                                                                      |                                                                      |                                                                      |                                                                      |                                                                      |                                                                      |                                                                      |                                                                      |
| 63    | Autre : - Amplitudes horaires : La ligne fonctionne du lundi au dimanche de 5 h 40 à 21 h 10 environ. - Date de dernière mise à jour : 26 octobre 2020 |                                                                      |                                                                      |                                                                      |                                                                      |                                                                      |                                                                      |                                                                      |                                                                      |
| 63    | Dernière actualisation : — |                                                                      |                                                                      |                                                                      |                                                                      |                                                                      |                                                                      |                                                                      |                                                                      |
| 64    | Sbata - Oued Eddahab ⥋ Sidi Bernoussi | Sbata - Oued Eddahab ⥋ Sidi Bernoussi                                | Sbata - Oued Eddahab ⥋ Sidi Bernoussi                                | Sbata - Oued Eddahab ⥋ Sidi Bernoussi                                | Sbata - Oued Eddahab ⥋ Sidi Bernoussi                                | Sbata - Oued Eddahab ⥋ Sidi Bernoussi                                | Sbata - Oued Eddahab ⥋ Sidi Bernoussi                                | Sbata - Oued Eddahab ⥋ Sidi Bernoussi                                | Sbata - Oued Eddahab ⥋ Sidi Bernoussi                                |
| 64    | Ouverture / Fermeture 2015 / — | Longueur 13,21 km                                                    | Durée 56 min                                                         | Nb. d’arrêts 31                                                      | Matériel Mercedes-Benz Conecto LF                                    | Jours de fonctionnement L, Ma, Me, J, V, S, D                        | Jour / Soir / Nuit / Fêtes O / O / N / O                             | Voy. / an —                                                          | Dépôt —                                                              |
| 64    | Desserte : - Villes et lieux desservis : Casablanca (Sbata, Sidi Othmane, Moulay Rachid, Sidi Moumen, Sidi Bernoussi) - Stations de tramway et gares desservies : Hay Raja, Abi Der Ghafari, Sidi Bernoussi |                                                                      |                                                                      |                                                                      |                                                                      |                                                                      |                                                                      |                                                                      |                                                                      |
| 64    | Autre : - Amplitudes horaires : La ligne fonctionne du lundi au dimanche de 5 h 35 à 21 h 5 environ. - Date de dernière mise à jour : |                                                                      |                                                                      |                                                                      |                                                                      |                                                                      |                                                                      |                                                                      |                                                                      |
| 64    | Dernière actualisation : — |                                                                      |                                                                      |                                                                      |                                                                      |                                                                      |                                                                      |                                                                      |                                                                      |
| 65    | Hay El Fadl ⥋ Harbili | Hay El Fadl ⥋ Harbili                                                | Hay El Fadl ⥋ Harbili                                                | Hay El Fadl ⥋ Harbili                                                | Hay El Fadl ⥋ Harbili                                                | Hay El Fadl ⥋ Harbili                                                | Hay El Fadl ⥋ Harbili                                                | Hay El Fadl ⥋ Harbili                                                | Hay El Fadl ⥋ Harbili                                                |
| 65    | Ouverture / Fermeture 5 mars 2022 / — | Longueur 18,2 km                                                     | Durée —                                                              | Nb. d’arrêts —                                                       | Matériel —                                                           | Jours de fonctionnement L, Ma, Me, J, V, S, D                        | Jour / Soir / Nuit / Fêtes O / O / N / O                             | Voy. / an —                                                          | Dépôt —                                                              |
| 65    | Desserte : - Villes et lieux desservis : Casablanca (Moulay Rachid, Sidi Moumen, Aïn Sebaâ, Sidi Bernoussi) - Stations de tramway et gares desservies : Forces Auxiliaires, Wifaq, Abi Der Ghifari, Sidi Bernoussi |                                                                      |                                                                      |                                                                      |                                                                      |                                                                      |                                                                      |                                                                      |                                                                      |
| 65    | Autre : - Amplitudes horaires : La ligne fonctionne du lundi au dimanche. - Date de dernière mise à jour : 5 mars 2022 |                                                                      |                                                                      |                                                                      |                                                                      |                                                                      |                                                                      |                                                                      |                                                                      |
| 65    | Dernière actualisation : — |                                                                      |                                                                      |                                                                      |                                                                      |                                                                      |                                                                      |                                                                      |                                                                      |
| 67    | Hôpital Moulay Youssef ⥋ Sbata - Oued Eddahab | Hôpital Moulay Youssef ⥋ Sbata - Oued Eddahab                        | Hôpital Moulay Youssef ⥋ Sbata - Oued Eddahab                        | Hôpital Moulay Youssef ⥋ Sbata - Oued Eddahab                        | Hôpital Moulay Youssef ⥋ Sbata - Oued Eddahab                        | Hôpital Moulay Youssef ⥋ Sbata - Oued Eddahab                        | Hôpital Moulay Youssef ⥋ Sbata - Oued Eddahab                        | Hôpital Moulay Youssef ⥋ Sbata - Oued Eddahab                        | Hôpital Moulay Youssef ⥋ Sbata - Oued Eddahab                        |
| 67    | Ouverture / Fermeture 1985 ? / — | Longueur 13,95 km                                                    | Durée 52 min                                                         | Nb. d’arrêts 32                                                      | Matériel Irizar i3                                                   | Jours de fonctionnement L, Ma, Me, J, V, S, D                        | Jour / Soir / Nuit / Fêtes O / O / N / O                             | Voy. / an —                                                          | Dépôt Mâarif                                                         |
| 67    | Desserte : - Villes et lieux desservis : Casablanca (Sidi Belyout, Mâarif, Al Fida, Ben M'Sick-Sidi Othmane, Sbata) - Stations de tramway et gares desservies : Avenue Hassan II, Wafasalaf, Faculté de Médecine, 2 Mars, Gare de Mers Sultan, El Fida, Place Sraghna, Derb Sultan, Hay El Farah, Derb Milan                                                                                   |                                                                      |                                                                      |                                                                      |                                                                      |                                                                      |                                                                      |                                                                      |                                                                      |
| 67    | Autre : - Amplitudes horaires : La ligne fonctionne du lundi au dimanche de 5 h 30 à 21 h 0 environ. - Date de dernière mise à jour : |                                                                      |                                                                      |                                                                      |                                                                      |                                                                      |                                                                      |                                                                      |                                                                      |
| 67    | Dernière actualisation : — |                                                                      |                                                                      |                                                                      |                                                                      |                                                                      |                                                                      |                                                                      |                                                                      |
| 68    | Oulfa ⥋ Lahraouyine - Oulad Mellouk | Oulfa ⥋ Lahraouyine - Oulad Mellouk                                  | Oulfa ⥋ Lahraouyine - Oulad Mellouk                                  | Oulfa ⥋ Lahraouyine - Oulad Mellouk                                  | Oulfa ⥋ Lahraouyine - Oulad Mellouk                                  | Oulfa ⥋ Lahraouyine - Oulad Mellouk                                  | Oulfa ⥋ Lahraouyine - Oulad Mellouk                                  | Oulfa ⥋ Lahraouyine - Oulad Mellouk                                  | Oulfa ⥋ Lahraouyine - Oulad Mellouk                                  |
| 68    | Ouverture / Fermeture 2000 ? / — | Longueur 25,13 km                                                    | Durée 84 min                                                         | Nb. d’arrêts 43                                                      | Matériel Mercedes-Benz Conecto LF                                    | Jours de fonctionnement L, Ma, Me, J, V, S, D                        | Jour / Soir / Nuit / Fêtes O / O / N / O                             | Voy. / an —                                                          | Dépôt Ben M'Sick                                                     |
| 68    | Desserte : - Villes et lieux desservis : Casablanca (Hay Hassani, Mâarif, Aïn Chock, Sbata, Sidi Othmane), Lahraouyine - Stations de tramway et gares desservies : Abdellah Ben Cherif, Ghandi, Bachkou |                                                                      |                                                                      |                                                                      |                                                                      |                                                                      |                                                                      |                                                                      |                                                                      |
| 68    | Autre : - Amplitudes horaires : La ligne fonctionne du lundi au dimanche de 5 h 30 à 21 h 0 environ. - Date de dernière mise à jour : 26 octobre 2020 |                                                                      |                                                                      |                                                                      |                                                                      |                                                                      |                                                                      |                                                                      |                                                                      |
| 68    | Dernière actualisation : — |                                                                      |                                                                      |                                                                      |                                                                      |                                                                      |                                                                      |                                                                      |                                                                      |
| 72    | Hay Hassani - Sidi El Khadir ⥋ Salmia 2 | Hay Hassani - Sidi El Khadir ⥋ Salmia 2                              | Hay Hassani - Sidi El Khadir ⥋ Salmia 2                              | Hay Hassani - Sidi El Khadir ⥋ Salmia 2                              | Hay Hassani - Sidi El Khadir ⥋ Salmia 2                              | Hay Hassani - Sidi El Khadir ⥋ Salmia 2                              | Hay Hassani - Sidi El Khadir ⥋ Salmia 2                              | Hay Hassani - Sidi El Khadir ⥋ Salmia 2                              | Hay Hassani - Sidi El Khadir ⥋ Salmia 2                              |
| 72    | Ouverture / Fermeture 1985 ? / — | Longueur 17,21 km                                                    | Durée 72 min                                                         | Nb. d’arrêts 38                                                      | Matériel Mercedes-Benz Conecto LF                                    | Jours de fonctionnement L, Ma, Me, J, V, S, D                        | Jour / Soir / Nuit / Fêtes O / O / N / O                             | Voy. / an —                                                          | Dépôt Ben M'Sick                                                     |
| 72    | Desserte : - Villes et lieux desservis : Casablanca (Hay Hassani, Mâarif, Mers Sultan, Al Fida, Sbata) - Stations de tramway et gares desservies : Sidi Abderrahmane, Beauséjour, Gare de L'Oasis, Bachkou, Gare de Mers Sultan, El Fida, Place Sraghna, Derb Sultan, Hay El Farah, Derb Milan                                                                                                 |                                                                      |                                                                      |                                                                      |                                                                      |                                                                      |                                                                      |                                                                      |                                                                      |
| 72    | Autre : - Amplitudes horaires : La ligne fonctionne du lundi au dimanche de 5 h 44 à 21 h 14 environ. - Date de dernière mise à jour : 26 octobre 2020 |                                                                      |                                                                      |                                                                      |                                                                      |                                                                      |                                                                      |                                                                      |                                                                      |
| 72    | Dernière actualisation : — |                                                                      |                                                                      |                                                                      |                                                                      |                                                                      |                                                                      |                                                                      |                                                                      |
| 79    | Place Sraghna ⥋ Anassi | Place Sraghna ⥋ Anassi                                               | Place Sraghna ⥋ Anassi                                               | Place Sraghna ⥋ Anassi                                               | Place Sraghna ⥋ Anassi                                               | Place Sraghna ⥋ Anassi                                               | Place Sraghna ⥋ Anassi                                               | Place Sraghna ⥋ Anassi                                               | Place Sraghna ⥋ Anassi                                               |
| 79    | Ouverture / Fermeture 5 mars 2022 / — | Longueur 16 km                                                       | Durée —                                                              | Nb. d’arrêts —                                                       | Matériel Mercedes-Benz Conecto LF                                    | Jours de fonctionnement L, Ma, Me, J, V, S, D                        | Jour / Soir / Nuit / Fêtes O / O / N / O                             | Voy. / an —                                                          | Dépôt —                                                              |
| 79    | Desserte : - Villes et lieux desservis : Casablanca (Al Fida, Mers Sultan, Aïn Chock, Ben M'Sick, Sidi Othmane, Moulay Rachid, Sidi Moumen) - Stations de tramway et gares desservies : Place Sraghna, Hay Raja, Sidi Moumen |                                                                      |                                                                      |                                                                      |                                                                      |                                                                      |                                                                      |                                                                      |                                                                      |
| 79    | Autre : - Amplitudes horaires : La ligne fonctionne du lundi au dimanche. - Date de dernière mise à jour : 5 mars 2022 |                                                                      |                                                                      |                                                                      |                                                                      |                                                                      |                                                                      |                                                                      |                                                                      |
| 79    | Dernière actualisation : — |                                                                      |                                                                      |                                                                      |                                                                      |                                                                      |                                                                      |                                                                      |                                                                      |
| 82    | Place La Concorde ⥋ Sakani | Place La Concorde ⥋ Sakani                                           | Place La Concorde ⥋ Sakani                                           | Place La Concorde ⥋ Sakani                                           | Place La Concorde ⥋ Sakani                                           | Place La Concorde ⥋ Sakani                                           | Place La Concorde ⥋ Sakani                                           | Place La Concorde ⥋ Sakani                                           | Place La Concorde ⥋ Sakani                                           |
| 82    | Ouverture / Fermeture 2015 / — | Longueur 16,20 km                                                    | Durée 54 min                                                         | Nb. d’arrêts 29                                                      | Matériel Mercedes-Benz Conecto LF                                    | Jours de fonctionnement L, Ma, Me, J, V, S, D                        | Jour / Soir / Nuit / Fêtes O / O / N / O                             | Voy. / an —                                                          | Dépôt Bernoussi                                                      |
| 82    | Desserte : - Villes et lieux desservis : Casablanca (Sidi Belyout, Les Roches Noires, Ain Sebaa, Sidi Bernoussi) - Stations de tramway et gares desservies : Place des Nations-Unies, Place Al Yassir, Préfecture Ain Sebaa, Abi Der Ghafari, Sidi Bernoussi |                                                                      |                                                                      |                                                                      |                                                                      |                                                                      |                                                                      |                                                                      |                                                                      |
| 82    | Autre : - Amplitudes horaires : La ligne fonctionne du lundi au dimanche de 5 h 35 à 21 h 10 environ. - Date de dernière mise à jour : |                                                                      |                                                                      |                                                                      |                                                                      |                                                                      |                                                                      |                                                                      |                                                                      |
| 82    | Dernière actualisation : — |                                                                      |                                                                      |                                                                      |                                                                      |                                                                      |                                                                      |                                                                      |                                                                      |
| 84    | Boulevard Houphouët Boigny (Gare de Casa-Port) ⥋ Farah Salam | Boulevard Houphouët Boigny (Gare de Casa-Port) ⥋ Farah Salam         | Boulevard Houphouët Boigny (Gare de Casa-Port) ⥋ Farah Salam         | Boulevard Houphouët Boigny (Gare de Casa-Port) ⥋ Farah Salam         | Boulevard Houphouët Boigny (Gare de Casa-Port) ⥋ Farah Salam         | Boulevard Houphouët Boigny (Gare de Casa-Port) ⥋ Farah Salam         | Boulevard Houphouët Boigny (Gare de Casa-Port) ⥋ Farah Salam         | Boulevard Houphouët Boigny (Gare de Casa-Port) ⥋ Farah Salam         | Boulevard Houphouët Boigny (Gare de Casa-Port) ⥋ Farah Salam         |
| 84    | Ouverture / Fermeture 2015 / — | Longueur 12,38 km                                                    | Durée 54 min                                                         | Nb. d’arrêts 30                                                      | Matériel Irizar i3/Mercedes-Benz Conecto LF                          | Jours de fonctionnement L, Ma, Me, J, V, S, D                        | Jour / Soir / Nuit / Fêtes O / O / N / O                             | Voy. / an —                                                          | Dépôt Mâarif                                                         |
| 84    | Desserte : - Villes et lieux desservis : Casablanca (Sidi Belyout, Anfa, Hay Hassani) - Stations de tramway et gares desservies : Place des Nations-Unies, Hay Hassani |                                                                      |                                                                      |                                                                      |                                                                      |                                                                      |                                                                      |                                                                      |                                                                      |
| 84    | Autre : - Amplitudes horaires : La ligne fonctionne du lundi au dimanche de 5 h 40 à 21 h 11 environ. - Date de dernière mise à jour : |                                                                      |                                                                      |                                                                      |                                                                      |                                                                      |                                                                      |                                                                      |                                                                      |
| 84    | Dernière actualisation : — |                                                                      |                                                                      |                                                                      |                                                                      |                                                                      |                                                                      |                                                                      |                                                                      |
| 90    | Mâarif - Laâouina ⥋ Sidi Bernoussi | Mâarif - Laâouina ⥋ Sidi Bernoussi                                   | Mâarif - Laâouina ⥋ Sidi Bernoussi                                   | Mâarif - Laâouina ⥋ Sidi Bernoussi                                   | Mâarif - Laâouina ⥋ Sidi Bernoussi                                   | Mâarif - Laâouina ⥋ Sidi Bernoussi                                   | Mâarif - Laâouina ⥋ Sidi Bernoussi                                   | Mâarif - Laâouina ⥋ Sidi Bernoussi                                   | Mâarif - Laâouina ⥋ Sidi Bernoussi                                   |
| 90    | Ouverture / Fermeture 2012 / — | Longueur 16,85 km                                                    | Durée 60 min                                                         | Nb. d’arrêts 37                                                      | Matériel Mercedes-Benz Conecto LF                                    | Jours de fonctionnement L, Ma, Me, J, V, S, D                        | Jour / Soir / Nuit / Fêtes O / O / N / O                             | Voy. / an —                                                          | Dépôt —                                                              |
| 90    | Desserte : - Villes et lieux desservis : Casablanca (Mâarif, Les Roches Noires, Hay Mohammadi, Ain Sebaa, Sidi Bernoussi) - Stations de tramway et gares desservies : Avenue Hassan II, Gare de Casa-Voyageurs, Grande Ceinture, Ali Yata, Carrières Centrales, Dar Laman, Wifaq, Al Aman, Préfecture Ain Sebaa, Abi Der Ghafari, Sidi Bernoussi                                               |                                                                      |                                                                      |                                                                      |                                                                      |                                                                      |                                                                      |                                                                      |                                                                      |
| 90    | Autre : - Amplitudes horaires : La ligne fonctionne du lundi au dimanche de 5 h 35 à 21 h 11 environ. - Date de dernière mise à jour : 22 novembre 2020 |                                                                      |                                                                      |                                                                      |                                                                      |                                                                      |                                                                      |                                                                      |                                                                      |
| 90    | Dernière actualisation : — |                                                                      |                                                                      |                                                                      |                                                                      |                                                                      |                                                                      |                                                                      |                                                                      |
| 97    | Mâarif - Bir Anzarane ⥋ Anassi | Mâarif - Bir Anzarane ⥋ Anassi                                       | Mâarif - Bir Anzarane ⥋ Anassi                                       | Mâarif - Bir Anzarane ⥋ Anassi                                       | Mâarif - Bir Anzarane ⥋ Anassi                                       | Mâarif - Bir Anzarane ⥋ Anassi                                       | Mâarif - Bir Anzarane ⥋ Anassi                                       | Mâarif - Bir Anzarane ⥋ Anassi                                       | Mâarif - Bir Anzarane ⥋ Anassi                                       |
| 97    | Ouverture / Fermeture 198- ? / — | Longueur 20,65 km                                                    | Durée 72 min                                                         | Nb. d’arrêts 44                                                      | Matériel Mercedes-Benz Conecto LF                                    | Jours de fonctionnement L, Ma, Me, J, V, S, D                        | Jour / Soir / Nuit / Fêtes O / O / N / O                             | Voy. / an —                                                          | Dépôt —                                                              |
| 97    | Desserte : - Villes et lieux desservis : Casablanca (Mâarif, Mers Sultan, Al Fida, Aïn Chock, Ben M'Sick, Sidi Othmane, Moulay Rachid, Sidi Moumen) - Stations de tramway et gares desservies : Riviera, Derb Ghalef, Abdelmoumen/Anoual, 2 Mars, Gare de Mers Sultan, El Fida, Oqba Ibn Nafia, Attacharouk, Hôpital Sidi Moumen, Centre de Maintenance, Mohamed Zefzaf, Ennassim, Sidi Moumen |                                                                      |                                                                      |                                                                      |                                                                      |                                                                      |                                                                      |                                                                      |                                                                      |
| 97    | Autre : - Amplitudes horaires : La ligne fonctionne du lundi au dimanche de 5 h 30 à 21 h 10 environ. - Date de dernière mise à jour : |                                                                      |                                                                      |                                                                      |                                                                      |                                                                      |                                                                      |                                                                      |                                                                      |
| 97    | Dernière actualisation : — |                                                                      |                                                                      |                                                                      |                                                                      |                                                                      |                                                                      |                                                                      |                                                                      |
| 97B   | Lissasfa ⥋ Faculté de Ben M'Sick | Lissasfa ⥋ Faculté de Ben M'Sick                                     | Lissasfa ⥋ Faculté de Ben M'Sick                                     | Lissasfa ⥋ Faculté de Ben M'Sick                                     | Lissasfa ⥋ Faculté de Ben M'Sick                                     | Lissasfa ⥋ Faculté de Ben M'Sick                                     | Lissasfa ⥋ Faculté de Ben M'Sick                                     | Lissasfa ⥋ Faculté de Ben M'Sick                                     | Lissasfa ⥋ Faculté de Ben M'Sick                                     |
| 97B   | Ouverture / Fermeture 199- ? / juin 2025 | Longueur 24,03 km                                                    | Durée 78 min                                                         | Nb. d’arrêts 49                                                      | Matériel Mercedes-Benz Conecto LF                                    | Jours de fonctionnement L, Ma, Me, J, V, S, D                        | Jour / Soir / Nuit / Fêtes O / O / N / O                             | Voy. / an —                                                          | Dépôt —                                                              |
| 97B   | Desserte : - Villes et lieux desservis : Casablanca (Hay Hassani, Mâarif, Mers Sultan, Al Fida, Aïn Chock, Ben M'Sick, Sidi Othmane, Moulay Rachid) - Stations de tramway et gares desservies : Lissasfa, Laymoune, Sidi Abderrahmane, Riviera, Derb Ghalef, Abdelmoumen/Anoual, 2 Mars, Gare de Mers Sultan, El Fida                                                                          |                                                                      |                                                                      |                                                                      |                                                                      |                                                                      |                                                                      |                                                                      |                                                                      |
| 97B   | Autre : - Amplitudes horaires : La ligne fonctionne du lundi au dimanche de 5 h 30 à 20 h 55 environ. - Date de dernière mise à jour : 22 novembre 2020 |                                                                      |                                                                      |                                                                      |                                                                      |                                                                      |                                                                      |                                                                      |                                                                      |
| 97B   | Dernière actualisation : — |                                                                      |                                                                      |                                                                      |                                                                      |                                                                      |                                                                      |                                                                      |                                                                      |
| 107   | Lissasfa ⥋ Attacharouk | Lissasfa ⥋ Attacharouk                                               | Lissasfa ⥋ Attacharouk                                               | Lissasfa ⥋ Attacharouk                                               | Lissasfa ⥋ Attacharouk                                               | Lissasfa ⥋ Attacharouk                                               | Lissasfa ⥋ Attacharouk                                               | Lissasfa ⥋ Attacharouk                                               | Lissasfa ⥋ Attacharouk                                               |
| 107   | Ouverture / Fermeture 2000 ? / — | Longueur 22,28 km                                                    | Durée 72 min                                                         | Nb. d’arrêts 46                                                      | Matériel Mercedes-Benz Conecto LF                                    | Jours de fonctionnement L, Ma, Me, J, V, S, D                        | Jour / Soir / Nuit / Fêtes O / O / N / O                             | Voy. / an —                                                          | Dépôt Ben M'Sick                                                     |
| 107   | Desserte : - Villes et lieux desservis : Casablanca (Hay Hassani, Aïn Chock, Sbata, Sidi Othmane, Moulay Rachid) - Stations de tramway et gares desservies : Zénith, Panoramique |                                                                      |                                                                      |                                                                      |                                                                      |                                                                      |                                                                      |                                                                      |                                                                      |
| 107   | Autre : - Amplitudes horaires : La ligne fonctionne du lundi au dimanche de 5 h 30 à 20 h 54 environ. - Date de dernière mise à jour : 22 novembre 2020 |                                                                      |                                                                      |                                                                      |                                                                      |                                                                      |                                                                      |                                                                      |                                                                      |
| 107   | Dernière actualisation : — |                                                                      |                                                                      |                                                                      |                                                                      |                                                                      |                                                                      |                                                                      |                                                                      |
| 109   | Gare Routière Ouled Ziane ⥋ Hay Zoubir | Gare Routière Ouled Ziane ⥋ Hay Zoubir                               | Gare Routière Ouled Ziane ⥋ Hay Zoubir                               | Gare Routière Ouled Ziane ⥋ Hay Zoubir                               | Gare Routière Ouled Ziane ⥋ Hay Zoubir                               | Gare Routière Ouled Ziane ⥋ Hay Zoubir                               | Gare Routière Ouled Ziane ⥋ Hay Zoubir                               | Gare Routière Ouled Ziane ⥋ Hay Zoubir                               | Gare Routière Ouled Ziane ⥋ Hay Zoubir                               |
| 109   | Ouverture / Fermeture 199- ? / — | Longueur 17,03 km                                                    | Durée 65 min                                                         | Nb. d’arrêts 35                                                      | Matériel —                                                           | Jours de fonctionnement L, Ma, Me, J, V, S, D                        | Jour / Soir / Nuit / Fêtes O / O / N / O                             | Voy. / an —                                                          | Dépôt Mâarif                                                         |
| 109   | Desserte : - Villes et lieux desservis : Casablanca (Al Fida, Mâarif, Hay Hassani) - Stations de tramway et gares desservies : Derb Sultan, Hay El Farah, Derb Milan, Bachkou, Ghandi, Sidi Abderrahmane |                                                                      |                                                                      |                                                                      |                                                                      |                                                                      |                                                                      |                                                                      |                                                                      |
| 109   | Autre : - Amplitudes horaires : La ligne fonctionne du lundi au dimanche de 5 h 40 à 21 h 10 environ. - Date de dernière mise à jour : |                                                                      |                                                                      |                                                                      |                                                                      |                                                                      |                                                                      |                                                                      |                                                                      |
| 109   | Dernière actualisation : — |                                                                      |                                                                      |                                                                      |                                                                      |                                                                      |                                                                      |                                                                      |                                                                      |
| 120   | Place Oued Makhazine ⥋ Mediouna | Place Oued Makhazine ⥋ Mediouna                                      | Place Oued Makhazine ⥋ Mediouna                                      | Place Oued Makhazine ⥋ Mediouna                                      | Place Oued Makhazine ⥋ Mediouna                                      | Place Oued Makhazine ⥋ Mediouna                                      | Place Oued Makhazine ⥋ Mediouna                                      | Place Oued Makhazine ⥋ Mediouna                                      | Place Oued Makhazine ⥋ Mediouna                                      |
| 120   | Ouverture / Fermeture 2000 ? / — | Longueur 29,64 km                                                    | Durée 84 min                                                         | Nb. d’arrêts 38                                                      | Matériel Mercedes-Benz Conecto LF                                    | Jours de fonctionnement L, Ma, Me, J, V, S, D                        | Jour / Soir / Nuit / Fêtes O / O / N / O                             | Voy. / an —                                                          | Dépôt Ben M'Sick                                                     |
| 120   | Desserte : - Villes et lieux desservis : Casablanca (Sidi Belyout, Les Roches Noires, Sidi Othmane, Moulay Rachid), Tit Mellil, Mejjatia Ouled Taleb, Mediouna - Stations de tramway et gares desservies : Place des Nations-Unies, La Résistance, Derb Milan, Forces Auxiliaires |                                                                      |                                                                      |                                                                      |                                                                      |                                                                      |                                                                      |                                                                      |                                                                      |
| 120   | Autre : - Amplitudes horaires : La ligne fonctionne du lundi au dimanche de 5 h 30 à 20 h 30 environ. - Date de dernière mise à jour : 26 octobre 2020 |                                                                      |                                                                      |                                                                      |                                                                      |                                                                      |                                                                      |                                                                      |                                                                      |
| 120   | Dernière actualisation : — |                                                                      |                                                                      |                                                                      |                                                                      |                                                                      |                                                                      |                                                                      |                                                                      |
| 139   | Hôpital Moulay Youssef ⥋ Aïn Sebaâ (Marjane) | Hôpital Moulay Youssef ⥋ Aïn Sebaâ (Marjane)                         | Hôpital Moulay Youssef ⥋ Aïn Sebaâ (Marjane)                         | Hôpital Moulay Youssef ⥋ Aïn Sebaâ (Marjane)                         | Hôpital Moulay Youssef ⥋ Aïn Sebaâ (Marjane)                         | Hôpital Moulay Youssef ⥋ Aïn Sebaâ (Marjane)                         | Hôpital Moulay Youssef ⥋ Aïn Sebaâ (Marjane)                         | Hôpital Moulay Youssef ⥋ Aïn Sebaâ (Marjane)                         | Hôpital Moulay Youssef ⥋ Aïn Sebaâ (Marjane)                         |
| 139   | Ouverture / Fermeture 2005 / — | Longueur 12,35 km                                                    | Durée 51 min                                                         | Nb. d’arrêts 24                                                      | Matériel Mercedes-Benz Conecto LF                                    | Jours de fonctionnement L, Ma, Me, J, V, S, D                        | Jour / Soir / Nuit / Fêtes O / O / N / O                             | Voy. / an —                                                          | Dépôt Bernoussi                                                      |
| 139   | Desserte : - Villes et lieux desservis : Casablanca (Sidi Belyout, Les Roches Noires, Hay Mohammadi, Ain Sebaa) - Stations de tramway et gares desservies : Place des Nations-Unies, Place Al Yassir, Ali Yata, Carrières Centrales, Dar Laman, Préfecture Ain Sebaa |                                                                      |                                                                      |                                                                      |                                                                      |                                                                      |                                                                      |                                                                      |                                                                      |
| 139   | Autre : - Amplitudes horaires : La ligne fonctionne du lundi au dimanche de 5 h 30 à 21 h 11 environ. - Date de dernière mise à jour : |                                                                      |                                                                      |                                                                      |                                                                      |                                                                      |                                                                      |                                                                      |                                                                      |
| 139   | Dernière actualisation : — |                                                                      |                                                                      |                                                                      |                                                                      |                                                                      |                                                                      |                                                                      |                                                                      |
| 143   | Oulfa (Ferrara) ⥋ Attacharouk | Oulfa (Ferrara) ⥋ Attacharouk                                        | Oulfa (Ferrara) ⥋ Attacharouk                                        | Oulfa (Ferrara) ⥋ Attacharouk                                        | Oulfa (Ferrara) ⥋ Attacharouk                                        | Oulfa (Ferrara) ⥋ Attacharouk                                        | Oulfa (Ferrara) ⥋ Attacharouk                                        | Oulfa (Ferrara) ⥋ Attacharouk                                        | Oulfa (Ferrara) ⥋ Attacharouk                                        |
| 143   | Ouverture / Fermeture 2000 / — | Longueur 23,88 km                                                    | Durée 91 min                                                         | Nb. d’arrêts 48                                                      | Matériel Mercedes-Benz Conecto LF                                    | Jours de fonctionnement L, Ma, Me, J, V, S, D                        | Jour / Soir / Nuit / Fêtes O / O / N / O                             | Voy. / an —                                                          | Dépôt Ben M'Sick                                                     |
| 143   | Desserte : - Villes et lieux desservis : Casablanca (Hay Hassani, Mâarif, Mers Sultan, Al Fida, Aïn Chock, Sbata, Sidi Othmane, Moulay Rachid) - Stations de tramway et gares desservies : Sidi Abderrahmane, Ghandi, Bachkou, Abdelmoumen/Anoual, 2 Mars, Gare de Mers Sultan, El Fida |                                                                      |                                                                      |                                                                      |                                                                      |                                                                      |                                                                      |                                                                      |                                                                      |
| 143   | Autre : - Amplitudes horaires : La ligne fonctionne du lundi au dimanche de 5 h 50 à 20 h 50 environ. - Date de dernière mise à jour : 22 novembre 2020 |                                                                      |                                                                      |                                                                      |                                                                      |                                                                      |                                                                      |                                                                      |                                                                      |
| 143   | Dernière actualisation : — |                                                                      |                                                                      |                                                                      |                                                                      |                                                                      |                                                                      |                                                                      |                                                                      |
| 300   | Les Hôpitaux ⥋ Bouskoura | Les Hôpitaux ⥋ Bouskoura                                             | Les Hôpitaux ⥋ Bouskoura                                             | Les Hôpitaux ⥋ Bouskoura                                             | Les Hôpitaux ⥋ Bouskoura                                             | Les Hôpitaux ⥋ Bouskoura                                             | Les Hôpitaux ⥋ Bouskoura                                             | Les Hôpitaux ⥋ Bouskoura                                             | Les Hôpitaux ⥋ Bouskoura                                             |
| 300   | Ouverture / Fermeture 198- ? / — | Longueur 23,26 km                                                    | Durée 63 min                                                         | Nb. d’arrêts 40                                                      | Matériel Irizar i3                                                   | Jours de fonctionnement L, Ma, Me, J, V, S, D                        | Jour / Soir / Nuit / Fêtes O / O / N / O                             | Voy. / an —                                                          | Dépôt Mâarif                                                         |
| 300   | Desserte : - Villes et lieux desservis : Casablanca (Mâarif, Aïn Chock), Bouskoura - Stations de tramway et gares desservies : Wafasalaf, Faculté de Médecine, Abdelmoumen/Anoual, Bachkou, Mekka, Gare de l'Oasis, Panoramique, Zénith |                                                                      |                                                                      |                                                                      |                                                                      |                                                                      |                                                                      |                                                                      |                                                                      |
| 300   | Autre : - Amplitudes horaires : La ligne fonctionne du lundi au dimanche de 6 h 0 à 19 h 55 environ. - Date de dernière mise à jour : |                                                                      |                                                                      |                                                                      |                                                                      |                                                                      |                                                                      |                                                                      |                                                                      |
| 300   | Dernière actualisation : — |                                                                      |                                                                      |                                                                      |                                                                      |                                                                      |                                                                      |                                                                      |                                                                      |
| 301   | Hay Hassani ⥋ Tamaris - Ben Abid (Fouala) | Hay Hassani ⥋ Tamaris - Ben Abid (Fouala)                            | Hay Hassani ⥋ Tamaris - Ben Abid (Fouala)                            | Hay Hassani ⥋ Tamaris - Ben Abid (Fouala)                            | Hay Hassani ⥋ Tamaris - Ben Abid (Fouala)                            | Hay Hassani ⥋ Tamaris - Ben Abid (Fouala)                            | Hay Hassani ⥋ Tamaris - Ben Abid (Fouala)                            | Hay Hassani ⥋ Tamaris - Ben Abid (Fouala)                            | Hay Hassani ⥋ Tamaris - Ben Abid (Fouala)                            |
| 301   | Ouverture / Fermeture 198- ? / — | Longueur 22,73 km                                                    | Durée 55 min                                                         | Nb. d’arrêts 25                                                      | Matériel —                                                           | Jours de fonctionnement L, Ma, Me, J, V, S, D                        | Jour / Soir / Nuit / Fêtes O / O / N / O                             | Voy. / an —                                                          | Dépôt Mâarif                                                         |
| 301   | Desserte : - Villes et lieux desservis : Casablanca (Hay Hassani), Dar Bouazza - Stations de tramway et gares desservies : |                                                                      |                                                                      |                                                                      |                                                                      |                                                                      |                                                                      |                                                                      |                                                                      |
| 301   | Autre : - Amplitudes horaires : La ligne fonctionne du lundi au dimanche de 5 h 30 à 20 h 35 environ. - Date de dernière mise à jour : |                                                                      |                                                                      |                                                                      |                                                                      |                                                                      |                                                                      |                                                                      |                                                                      |
| 301   | Dernière actualisation : — |                                                                      |                                                                      |                                                                      |                                                                      |                                                                      |                                                                      |                                                                      |                                                                      |
| 306   | Mâarif - Laâouina ⥋ Sahel Lakhiaita | Mâarif - Laâouina ⥋ Sahel Lakhiaita                                  | Mâarif - Laâouina ⥋ Sahel Lakhiaita                                  | Mâarif - Laâouina ⥋ Sahel Lakhiaita                                  | Mâarif - Laâouina ⥋ Sahel Lakhiaita                                  | Mâarif - Laâouina ⥋ Sahel Lakhiaita                                  | Mâarif - Laâouina ⥋ Sahel Lakhiaita                                  | Mâarif - Laâouina ⥋ Sahel Lakhiaita                                  | Mâarif - Laâouina ⥋ Sahel Lakhiaita                                  |
| 306   | Ouverture / Fermeture 15 février 2021 / — | Longueur 20 km                                                       | Durée 54 min                                                         | Nb. d’arrêts —                                                       | Matériel Irizar i3                                                   | Jours de fonctionnement L, Ma, Me, J, V, S, D                        | Jour / Soir / Nuit / Fêtes O / O / N / O                             | Voy. / an —                                                          | Dépôt Mâarif                                                         |
| 306   | Desserte : - Villes et lieux desservis : Casablanca (Mâarif, Hay Hassani), Oulad Azzouz - Stations de tramway et gares desservies : Ghandi, Lissasfa |                                                                      |                                                                      |                                                                      |                                                                      |                                                                      |                                                                      |                                                                      |                                                                      |
| 306   | Autre : - Amplitudes horaires : - Date de dernière mise à jour : 4 février 2021 |                                                                      |                                                                      |                                                                      |                                                                      |                                                                      |                                                                      |                                                                      |                                                                      |
| 306   | Dernière actualisation : — |                                                                      |                                                                      |                                                                      |                                                                      |                                                                      |                                                                      |                                                                      |                                                                      |
| 307   | Lissasfa ⥋ Ouled Saleh - Victoria | Lissasfa ⥋ Ouled Saleh - Victoria                                    | Lissasfa ⥋ Ouled Saleh - Victoria                                    | Lissasfa ⥋ Ouled Saleh - Victoria                                    | Lissasfa ⥋ Ouled Saleh - Victoria                                    | Lissasfa ⥋ Ouled Saleh - Victoria                                    | Lissasfa ⥋ Ouled Saleh - Victoria                                    | Lissasfa ⥋ Ouled Saleh - Victoria                                    | Lissasfa ⥋ Ouled Saleh - Victoria                                    |
| 307   | Ouverture / Fermeture 15 février 2021 / — | Longueur 18 km                                                       | Durée 51 min                                                         | Nb. d’arrêts 21                                                      | Matériel Irizar i3                                                   | Jours de fonctionnement L, Ma, Me, J, V, S, D                        | Jour / Soir / Nuit / Fêtes O / O / N / O                             | Voy. / an —                                                          | Dépôt —                                                              |
| 307   | Desserte : - Villes et lieux desservis : Casablanca (Mâarif, Hay Hassani), Bouskoura, Ouled Saleh - Stations de tramway et gares desservies : Lissasfa, Gare de Bouskoura |                                                                      |                                                                      |                                                                      |                                                                      |                                                                      |                                                                      |                                                                      |                                                                      |
| 307   | Autre : - Amplitudes horaires : - Date de dernière mise à jour : 4 février 2021 |                                                                      |                                                                      |                                                                      |                                                                      |                                                                      |                                                                      |                                                                      |                                                                      |
| 307   | Dernière actualisation : — |                                                                      |                                                                      |                                                                      |                                                                      |                                                                      |                                                                      |                                                                      |                                                                      |
| 309   | Bachkou ⥋ Bouskoura - Andalous | Bachkou ⥋ Bouskoura - Andalous                                       | Bachkou ⥋ Bouskoura - Andalous                                       | Bachkou ⥋ Bouskoura - Andalous                                       | Bachkou ⥋ Bouskoura - Andalous                                       | Bachkou ⥋ Bouskoura - Andalous                                       | Bachkou ⥋ Bouskoura - Andalous                                       | Bachkou ⥋ Bouskoura - Andalous                                       | Bachkou ⥋ Bouskoura - Andalous                                       |
| 309   | Ouverture / Fermeture 15 février 2021 / — | Longueur 20,5 km                                                     | Durée —                                                              | Nb. d’arrêts —                                                       | Matériel Irizar i3                                                   | Jours de fonctionnement L, Ma, Me, J, V, S, D                        | Jour / Soir / Nuit / Fêtes O / O / N / O                             | Voy. / an —                                                          | Dépôt —                                                              |
| 309   | Desserte : - Villes et lieux desservis : Casablanca (Mâarif, Aïn Chock), Bouskoura - Stations de tramway et gares desservies : Bachkou, Gare de Bouskoura |                                                                      |                                                                      |                                                                      |                                                                      |                                                                      |                                                                      |                                                                      |                                                                      |
| 309   | Autre : - Amplitudes horaires : - Date de dernière mise à jour : 5 mars 2022 |                                                                      |                                                                      |                                                                      |                                                                      |                                                                      |                                                                      |                                                                      |                                                                      |
| 309   | Dernière actualisation : — |                                                                      |                                                                      |                                                                      |                                                                      |                                                                      |                                                                      |                                                                      |                                                                      |
| 310   | Place Sraghna ⥋ Oulad Salah | Place Sraghna ⥋ Oulad Salah                                          | Place Sraghna ⥋ Oulad Salah                                          | Place Sraghna ⥋ Oulad Salah                                          | Place Sraghna ⥋ Oulad Salah                                          | Place Sraghna ⥋ Oulad Salah                                          | Place Sraghna ⥋ Oulad Salah                                          | Place Sraghna ⥋ Oulad Salah                                          | Place Sraghna ⥋ Oulad Salah                                          |
| 310   | Ouverture / Fermeture 200- ? / — | Longueur 27,41 km                                                    | Durée 80 min                                                         | Nb. d’arrêts 35                                                      | Matériel Irizar i3                                                   | Jours de fonctionnement L, Ma, Me, J, V, S, D                        | Jour / Soir / Nuit / Fêtes O / O / N / O                             | Voy. / an —                                                          | Dépôt Mâarif                                                         |
| 310   | Desserte : - Villes et lieux desservis : Casablanca (Al Fida, Mâarif, Aïn Chock), Bouskoura, Ouled Saleh - Stations de tramway et gares desservies : Place Sraghna, El Fida, Mekka, Gare de l'Oasis, Panoramique, Zénith |                                                                      |                                                                      |                                                                      |                                                                      |                                                                      |                                                                      |                                                                      |                                                                      |
| 310   | Autre : - Amplitudes horaires : La ligne fonctionne du lundi au dimanche de 6 h 0 à 19 h 0 environ. - Date de dernière mise à jour : |                                                                      |                                                                      |                                                                      |                                                                      |                                                                      |                                                                      |                                                                      |                                                                      |
| 310   | Dernière actualisation : — |                                                                      |                                                                      |                                                                      |                                                                      |                                                                      |                                                                      |                                                                      |                                                                      |
| 312   | Sbata - Jamila 2 ⥋ Zaouiat Nouaceur | Sbata - Jamila 2 ⥋ Zaouiat Nouaceur                                  | Sbata - Jamila 2 ⥋ Zaouiat Nouaceur                                  | Sbata - Jamila 2 ⥋ Zaouiat Nouaceur                                  | Sbata - Jamila 2 ⥋ Zaouiat Nouaceur                                  | Sbata - Jamila 2 ⥋ Zaouiat Nouaceur                                  | Sbata - Jamila 2 ⥋ Zaouiat Nouaceur                                  | Sbata - Jamila 2 ⥋ Zaouiat Nouaceur                                  | Sbata - Jamila 2 ⥋ Zaouiat Nouaceur                                  |
| 312   | Ouverture / Fermeture 15 février 2021 / — | Longueur 35,68 km                                                    | Durée 87 min                                                         | Nb. d’arrêts 32                                                      | Matériel Mercedes-Benz Conecto LF                                    | Jours de fonctionnement L, Ma, Me, J, V, S, D                        | Jour / Soir / Nuit / Fêtes O / O / N / O                             | Voy. / an —                                                          | Dépôt Ben M'sick                                                     |
| 312   | Desserte : - Villes et lieux desservis : Casablanca (Sbata), Mejjatia Ouled Taleb, Mediouna, Nouaceur - Stations de tramway et gares desservies : |                                                                      |                                                                      |                                                                      |                                                                      |                                                                      |                                                                      |                                                                      |                                                                      |
| 312   | Autre : - Amplitudes horaires : La ligne fonctionne du lundi au dimanche de 6 h 0 à 21 h 20 environ. - Date de dernière mise à jour : 13 février 2021 |                                                                      |                                                                      |                                                                      |                                                                      |                                                                      |                                                                      |                                                                      |                                                                      |
| 312   | Dernière actualisation : — |                                                                      |                                                                      |                                                                      |                                                                      |                                                                      |                                                                      |                                                                      |                                                                      |
| 600   | Al Fida - Place Sidi Maârouf ⥋ Mejjatia Ouled Taleb - Place al Hamed | Al Fida - Place Sidi Maârouf ⥋ Mejjatia Ouled Taleb - Place al Hamed | Al Fida - Place Sidi Maârouf ⥋ Mejjatia Ouled Taleb - Place al Hamed | Al Fida - Place Sidi Maârouf ⥋ Mejjatia Ouled Taleb - Place al Hamed | Al Fida - Place Sidi Maârouf ⥋ Mejjatia Ouled Taleb - Place al Hamed | Al Fida - Place Sidi Maârouf ⥋ Mejjatia Ouled Taleb - Place al Hamed | Al Fida - Place Sidi Maârouf ⥋ Mejjatia Ouled Taleb - Place al Hamed | Al Fida - Place Sidi Maârouf ⥋ Mejjatia Ouled Taleb - Place al Hamed | Al Fida - Place Sidi Maârouf ⥋ Mejjatia Ouled Taleb - Place al Hamed |
| 600   | Ouverture / Fermeture 15 février 2021 / — | Longueur 14 km                                                       | Durée 55 min                                                         | Nb. d’arrêts 28                                                      | Matériel Mercedes-Benz Conecto LF                                    | Jours de fonctionnement L, Ma, Me, J, V, S, D                        | Jour / Soir / Nuit / Fêtes O / O / N / O                             | Voy. / an —                                                          | Dépôt —                                                              |
| 600   | Desserte : - Villes et lieux desservis : Casablanca (Al Fida, Ben M'sick, Sbata), Lahraouyine - Stations de tramway et gares desservies : Place Sraghna, Derb Sultan, Derb Milan |                                                                      |                                                                      |                                                                      |                                                                      |                                                                      |                                                                      |                                                                      |                                                                      |
| 600   | Autre : - Amplitudes horaires : - Date de dernière mise à jour : 4 février 2021 |                                                                      |                                                                      |                                                                      |                                                                      |                                                                      |                                                                      |                                                                      |                                                                      |
| 600   | Dernière actualisation : — |                                                                      |                                                                      |                                                                      |                                                                      |                                                                      |                                                                      |                                                                      |                                                                      |
| 604   | Place Sraghna ⥋ Projet Al Hamd | Place Sraghna ⥋ Projet Al Hamd                                       | Place Sraghna ⥋ Projet Al Hamd                                       | Place Sraghna ⥋ Projet Al Hamd                                       | Place Sraghna ⥋ Projet Al Hamd                                       | Place Sraghna ⥋ Projet Al Hamd                                       | Place Sraghna ⥋ Projet Al Hamd                                       | Place Sraghna ⥋ Projet Al Hamd                                       | Place Sraghna ⥋ Projet Al Hamd                                       |
| 604   | Ouverture / Fermeture 5 mars 2022 / — | Longueur 17,4 km                                                     | Durée —                                                              | Nb. d’arrêts —                                                       | Matériel —                                                           | Jours de fonctionnement L, Ma, Me, J, V, S, D                        | Jour / Soir / Nuit / Fêtes O / O / N / O                             | Voy. / an —                                                          | Dépôt —                                                              |
| 604   | Desserte : - Villes et lieux desservis : Casablanca (Al Fida, Sidi Othmane, Sbata), Lahraouyine - Stations de tramway et gares desservies : Place Sraghna, Derb Sultan, Derb Milan |                                                                      |                                                                      |                                                                      |                                                                      |                                                                      |                                                                      |                                                                      |                                                                      |
| 604   | Autre : - Amplitudes horaires : La ligne fonctionne du lundi au dimanche. - Date de dernière mise à jour : 5 mars 2022 |                                                                      |                                                                      |                                                                      |                                                                      |                                                                      |                                                                      |                                                                      |                                                                      |
| 604   | Dernière actualisation : — |                                                                      |                                                                      |                                                                      |                                                                      |                                                                      |                                                                      |                                                                      |                                                                      |
| 606   | Sidi Bernoussi ⥋ Sidi Hajjaj | Sidi Bernoussi ⥋ Sidi Hajjaj                                         | Sidi Bernoussi ⥋ Sidi Hajjaj                                         | Sidi Bernoussi ⥋ Sidi Hajjaj                                         | Sidi Bernoussi ⥋ Sidi Hajjaj                                         | Sidi Bernoussi ⥋ Sidi Hajjaj                                         | Sidi Bernoussi ⥋ Sidi Hajjaj                                         | Sidi Bernoussi ⥋ Sidi Hajjaj                                         | Sidi Bernoussi ⥋ Sidi Hajjaj                                         |
| 606   | Ouverture / Fermeture 5 mars 2022 / — | Longueur 17,9 km                                                     | Durée —                                                              | Nb. d’arrêts —                                                       | Matériel —                                                           | Jours de fonctionnement L, Ma, Me, J, V, S, D                        | Jour / Soir / Nuit / Fêtes O / O / N / O                             | Voy. / an —                                                          | Dépôt —                                                              |
| 606   | Desserte : - Villes et lieux desservis : Casablanca (Sidi Bernoussi, Sidi Moumen, Moulay Rachid), Tit Mellil, Sidi Hajjaj - Stations de tramway et gares desservies : Sidi Bernoussi, Abi Der Ghifari, Hôpital Sidi Moumen |                                                                      |                                                                      |                                                                      |                                                                      |                                                                      |                                                                      |                                                                      |                                                                      |
| 606   | Autre : - Amplitudes horaires : La ligne fonctionne du lundi au dimanche. - Date de dernière mise à jour : 5 mars 2022 |                                                                      |                                                                      |                                                                      |                                                                      |                                                                      |                                                                      |                                                                      |                                                                      |
| 606   | Dernière actualisation : — |                                                                      |                                                                      |                                                                      |                                                                      |                                                                      |                                                                      |                                                                      |                                                                      |
| 608   | Sidi Bernoussi ⥋ Tit Mellil | Sidi Bernoussi ⥋ Tit Mellil                                          | Sidi Bernoussi ⥋ Tit Mellil                                          | Sidi Bernoussi ⥋ Tit Mellil                                          | Sidi Bernoussi ⥋ Tit Mellil                                          | Sidi Bernoussi ⥋ Tit Mellil                                          | Sidi Bernoussi ⥋ Tit Mellil                                          | Sidi Bernoussi ⥋ Tit Mellil                                          | Sidi Bernoussi ⥋ Tit Mellil                                          |
| 608   | Ouverture / Fermeture 15 février 2021 / — | Longueur 16 km                                                       | Durée 62 min                                                         | Nb. d’arrêts 24                                                      | Matériel Mercedes-Benz Conecto LF                                    | Jours de fonctionnement L, Ma, Me, J, V, S, D                        | Jour / Soir / Nuit / Fêtes O / O / N / O                             | Voy. / an —                                                          | Dépôt —                                                              |
| 608   | Desserte : - Villes et lieux desservis : Casablanca (Sidi Bernoussi, Sidi Moumen), Tit Mellil - Stations de tramway et gares desservies : Gare d'Aïn Sebaâ, Abi Dar Ghifari, Sidi Moumen Terminus |                                                                      |                                                                      |                                                                      |                                                                      |                                                                      |                                                                      |                                                                      |                                                                      |
| 608   | Autre : - Amplitudes horaires : - Date de dernière mise à jour : 4 février 2021 |                                                                      |                                                                      |                                                                      |                                                                      |                                                                      |                                                                      |                                                                      |                                                                      |
| 608   | Dernière actualisation : — |                                                                      |                                                                      |                                                                      |                                                                      |                                                                      |                                                                      |                                                                      |                                                                      |
| 800   | Sidi Bernoussi ⥋ Facultés de Mohammédia | Sidi Bernoussi ⥋ Facultés de Mohammédia                              | Sidi Bernoussi ⥋ Facultés de Mohammédia                              | Sidi Bernoussi ⥋ Facultés de Mohammédia                              | Sidi Bernoussi ⥋ Facultés de Mohammédia                              | Sidi Bernoussi ⥋ Facultés de Mohammédia                              | Sidi Bernoussi ⥋ Facultés de Mohammédia                              | Sidi Bernoussi ⥋ Facultés de Mohammédia                              | Sidi Bernoussi ⥋ Facultés de Mohammédia                              |
| 800   | Ouverture / Fermeture 200- ? / — | Longueur 20,39 km                                                    | Durée 52 min                                                         | Nb. d’arrêts 33                                                      | Matériel Mercedes-Benz Conecto LF                                    | Jours de fonctionnement L, Ma, Me, J, V, S, D                        | Jour / Soir / Nuit / Fêtes O / O / N / O                             | Voy. / an —                                                          | Dépôt Bernoussi                                                      |
| 800   | Desserte : - Villes et lieux desservis : Casablanca (Sidi Bernoussi), Aïn Harrouda, Mohammédia - Stations de tramway et gares desservies : Sidi Bernoussi, Gare de Mohammédia |                                                                      |                                                                      |                                                                      |                                                                      |                                                                      |                                                                      |                                                                      |                                                                      |
| 800   | Autre : - Amplitudes horaires : La ligne fonctionne du lundi au dimanche de 5 h 45 à 21 h 10 environ. - Date de dernière mise à jour : |                                                                      |                                                                      |                                                                      |                                                                      |                                                                      |                                                                      |                                                                      |                                                                      |
| 800   | Dernière actualisation : — |                                                                      |                                                                      |                                                                      |                                                                      |                                                                      |                                                                      |                                                                      |                                                                      |
| 900   | Gare de Casa-Port ⥋ Mohammédia - Hay Rachidia III | Gare de Casa-Port ⥋ Mohammédia - Hay Rachidia III                    | Gare de Casa-Port ⥋ Mohammédia - Hay Rachidia III                    | Gare de Casa-Port ⥋ Mohammédia - Hay Rachidia III                    | Gare de Casa-Port ⥋ Mohammédia - Hay Rachidia III                    | Gare de Casa-Port ⥋ Mohammédia - Hay Rachidia III                    | Gare de Casa-Port ⥋ Mohammédia - Hay Rachidia III                    | Gare de Casa-Port ⥋ Mohammédia - Hay Rachidia III                    | Gare de Casa-Port ⥋ Mohammédia - Hay Rachidia III                    |
| 900   | Ouverture / Fermeture 198- ? / — | Longueur 28,58 km                                                    | Durée 56 min                                                         | Nb. d’arrêts 41                                                      | Matériel Mercedes-Benz Conecto LF                                    | Jours de fonctionnement L, Ma, Me, J, V, S, D                        | Jour / Soir / Nuit / Fêtes O / O / N / O                             | Voy. / an —                                                          | Dépôt Bernoussi                                                      |
| 900   | Desserte : - Villes et lieux desservis : Casablanca (Sidi Belyout, Ain Sebaa, Sidi Bernoussi), Aïn Harrouda, Mohammédia - Stations de tramway et gares desservies : Gare de Casa-Port, Gare de Mohammédia |                                                                      |                                                                      |                                                                      |                                                                      |                                                                      |                                                                      |                                                                      |                                                                      |
| 900   | Autre : - Amplitudes horaires : La ligne fonctionne du lundi au dimanche de 5 h 35 à 20 h 55 environ. - Date de dernière mise à jour : |                                                                      |                                                                      |                                                                      |                                                                      |                                                                      |                                                                      |                                                                      |                                                                      |
| 900   | Dernière actualisation : — |                                                                      |                                                                      |                                                                      |                                                                      |                                                                      |                                                                      |                                                                      |                                                                      |
| 902   | Sidi Moumen Terminus ⥋ Gare de Mohammedia | Sidi Moumen Terminus ⥋ Gare de Mohammedia                            | Sidi Moumen Terminus ⥋ Gare de Mohammedia                            | Sidi Moumen Terminus ⥋ Gare de Mohammedia                            | Sidi Moumen Terminus ⥋ Gare de Mohammedia                            | Sidi Moumen Terminus ⥋ Gare de Mohammedia                            | Sidi Moumen Terminus ⥋ Gare de Mohammedia                            | Sidi Moumen Terminus ⥋ Gare de Mohammedia                            | Sidi Moumen Terminus ⥋ Gare de Mohammedia                            |
| 902   | Ouverture / Fermeture 15 février 2021 / — | Longueur 19,2 km                                                     | Durée 60 min                                                         | Nb. d’arrêts 21                                                      | Matériel Mercedes-Benz Conecto LF                                    | Jours de fonctionnement L, Ma, Me, J, V, S, D                        | Jour / Soir / Nuit / Fêtes O / O / N / O                             | Voy. / an —                                                          | Dépôt —                                                              |
| 902   | Desserte : - Villes et lieux desservis : Casablanca (Sidi Moumen), Aïn Harrouda, Chellalate, Mohammedia - Stations de tramway et gares desservies : Sidi Moumen Terminus, Gare de Mohammedia |                                                                      |                                                                      |                                                                      |                                                                      |                                                                      |                                                                      |                                                                      |                                                                      |
| 902   | Autre : - Amplitudes horaires : - Date de dernière mise à jour : 4 février 2021 |                                                                      |                                                                      |                                                                      |                                                                      |                                                                      |                                                                      |                                                                      |                                                                      |
| 902   | Dernière actualisation : — |                                                                      |                                                                      |                                                                      |                                                                      |                                                                      |                                                                      |                                                                      |                                                                      |
| 903   | Gare de Mohammedia ⥋ Sidi Moussa Ben Ali | Gare de Mohammedia ⥋ Sidi Moussa Ben Ali                             | Gare de Mohammedia ⥋ Sidi Moussa Ben Ali                             | Gare de Mohammedia ⥋ Sidi Moussa Ben Ali                             | Gare de Mohammedia ⥋ Sidi Moussa Ben Ali                             | Gare de Mohammedia ⥋ Sidi Moussa Ben Ali                             | Gare de Mohammedia ⥋ Sidi Moussa Ben Ali                             | Gare de Mohammedia ⥋ Sidi Moussa Ben Ali                             | Gare de Mohammedia ⥋ Sidi Moussa Ben Ali                             |
| 903   | Ouverture / Fermeture 15 février 2021 / — | Longueur 24,1 km                                                     | Durée 30 min                                                         | Nb. d’arrêts 28                                                      | Matériel Mercedes-Benz Conecto LF                                    | Jours de fonctionnement L, Ma, Me, J, V, S, D                        | Jour / Soir / Nuit / Fêtes O / O / N / O                             | Voy. / an —                                                          | Dépôt —                                                              |
| 903   | Desserte : - Villes et lieux desservis : Mohammédia, Beni Yakhlef, Sidi Moussa El Majdoub, Sidi Moussa Ben Ali - Stations de tramway et gares desservies : Gare de Mohammedia |                                                                      |                                                                      |                                                                      |                                                                      |                                                                      |                                                                      |                                                                      |                                                                      |
| 903   | Autre : - Amplitudes horaires : - Date de dernière mise à jour : 4 février 2021 |                                                                      |                                                                      |                                                                      |                                                                      |                                                                      |                                                                      |                                                                      |                                                                      |
| 903   | Dernière actualisation : — |                                                                      |                                                                      |                                                                      |                                                                      |                                                                      |                                                                      |                                                                      |                                                                      |
| 904   | Tit Mellil ⥋ Facultés de Mohammédia | Tit Mellil ⥋ Facultés de Mohammédia                                  | Tit Mellil ⥋ Facultés de Mohammédia                                  | Tit Mellil ⥋ Facultés de Mohammédia                                  | Tit Mellil ⥋ Facultés de Mohammédia                                  | Tit Mellil ⥋ Facultés de Mohammédia                                  | Tit Mellil ⥋ Facultés de Mohammédia                                  | Tit Mellil ⥋ Facultés de Mohammédia                                  | Tit Mellil ⥋ Facultés de Mohammédia                                  |
| 904   | Ouverture / Fermeture 198- ? / — | Longueur 24,50 km                                                    | Durée 50 min                                                         | Nb. d’arrêts 31                                                      | Matériel Mercedes-Benz Conecto LF                                    | Jours de fonctionnement L, Ma, Me, J, V, S                           | Jour / Soir / Nuit / Fêtes O / N / N / N                             | Voy. / an —                                                          | Dépôt Ben M'Sick                                                     |
| 904   | Desserte : - Villes et lieux desservis : Tit Mellil, Sidi Hajjaj Oued Hassar, Chellalate, Aïn Harrouda, Mohammédia - Stations de tramway et gares desservies : Gare de Mohammédia |                                                                      |                                                                      |                                                                      |                                                                      |                                                                      |                                                                      |                                                                      |                                                                      |
| 904   | Autre : - Amplitudes horaires : La ligne fonctionne en semaine de 7 h 0 à 17 h 30 environ. - Date de dernière mise à jour : 26 octobre 2020 |                                                                      |                                                                      |                                                                      |                                                                      |                                                                      |                                                                      |                                                                      |                                                                      |
| 904   | Dernière actualisation : — |                                                                      |                                                                      |                                                                      |                                                                      |                                                                      |                                                                      |                                                                      |                                                                      |
| 905   | Gare de Mohammedia ⥋ Mohammedia - Lotissement Fath 2 | Gare de Mohammedia ⥋ Mohammedia - Lotissement Fath 2                 | Gare de Mohammedia ⥋ Mohammedia - Lotissement Fath 2                 | Gare de Mohammedia ⥋ Mohammedia - Lotissement Fath 2                 | Gare de Mohammedia ⥋ Mohammedia - Lotissement Fath 2                 | Gare de Mohammedia ⥋ Mohammedia - Lotissement Fath 2                 | Gare de Mohammedia ⥋ Mohammedia - Lotissement Fath 2                 | Gare de Mohammedia ⥋ Mohammedia - Lotissement Fath 2                 | Gare de Mohammedia ⥋ Mohammedia - Lotissement Fath 2                 |
| 905   | Ouverture / Fermeture 15 février 2021 / — | Longueur 13,2 km                                                     | Durée 60 min                                                         | Nb. d’arrêts 21                                                      | Matériel Mercedes-Benz Conecto LF                                    | Jours de fonctionnement L, Ma, Me, J, V, S, D                        | Jour / Soir / Nuit / Fêtes O / O / N / O                             | Voy. / an —                                                          | Dépôt —                                                              |
| 905   | Desserte : - Villes et lieux desservis : Mohammédia - Stations de tramway et gares desservies : Gare de Mohammedia |                                                                      |                                                                      |                                                                      |                                                                      |                                                                      |                                                                      |                                                                      |                                                                      |
| 905   | Autre : - Amplitudes horaires : - Date de dernière mise à jour : 4 février 2021 |                                                                      |                                                                      |                                                                      |                                                                      |                                                                      |                                                                      |                                                                      |                                                                      |
| 905   | Dernière actualisation : — |                                                                      |                                                                      |                                                                      |                                                                      |                                                                      |                                                                      |                                                                      |                                                                      |
| 906   | Service urbain de Mohammédia | Service urbain de Mohammédia                                         | Service urbain de Mohammédia                                         | Service urbain de Mohammédia                                         | Service urbain de Mohammédia                                         | Service urbain de Mohammédia                                         | Service urbain de Mohammédia                                         | Service urbain de Mohammédia                                         | Service urbain de Mohammédia                                         |
| 906   | Port ⥋ Nahda |                                                                      |                                                                      |                                                                      |                                                                      |                                                                      |                                                                      |                                                                      |                                                                      |
| 906   | Ouverture / Fermeture 198- ? / — | Longueur 10,52 km                                                    | Durée 42 min                                                         | Nb. d’arrêts 17                                                      | Matériel Mercedes-Benz Conecto LF                                    | Jours de fonctionnement L, Ma, Me, J, V, S, D                        | Jour / Soir / Nuit / Fêtes O / O / N / O                             | Voy. / an —                                                          | Dépôt —                                                              |
| 906   | Desserte : - Villes et lieux desservis : Mohammédia - Stations de tramway et gares desservies : Gare de Mohammédia |                                                                      |                                                                      |                                                                      |                                                                      |                                                                      |                                                                      |                                                                      |                                                                      |
| 906   | Autre : - Amplitudes horaires : La ligne fonctionne du lundi au dimanche de 6 h 0 à 20 h 10 environ. - Date de dernière mise à jour : |                                                                      |                                                                      |                                                                      |                                                                      |                                                                      |                                                                      |                                                                      |                                                                      |
| 906   | Dernière actualisation : — |                                                                      |                                                                      |                                                                      |                                                                      |                                                                      |                                                                      |                                                                      |                                                                      |
| 907   | Mohammédia - Hay Rachidia III ⥋ Facultés de Mohammédia | Mohammédia - Hay Rachidia III ⥋ Facultés de Mohammédia               | Mohammédia - Hay Rachidia III ⥋ Facultés de Mohammédia               | Mohammédia - Hay Rachidia III ⥋ Facultés de Mohammédia               | Mohammédia - Hay Rachidia III ⥋ Facultés de Mohammédia               | Mohammédia - Hay Rachidia III ⥋ Facultés de Mohammédia               | Mohammédia - Hay Rachidia III ⥋ Facultés de Mohammédia               | Mohammédia - Hay Rachidia III ⥋ Facultés de Mohammédia               | Mohammédia - Hay Rachidia III ⥋ Facultés de Mohammédia               |
| 907   | Ouverture / Fermeture 15 février 2021 / — | Longueur 9,5 km                                                      | Durée 50 min                                                         | Nb. d’arrêts 28                                                      | Matériel Mercedes-Benz Conecto LF                                    | Jours de fonctionnement L, Ma, Me, J, V, S, D                        | Jour / Soir / Nuit / Fêtes O / O / N / O                             | Voy. / an —                                                          | Dépôt —                                                              |
| 907   | Desserte : - Villes et lieux desservis : Mohammédia - Stations de tramway et gares desservies : Gare de Mohammedia |                                                                      |                                                                      |                                                                      |                                                                      |                                                                      |                                                                      |                                                                      |                                                                      |
| 907   | Autre : - Amplitudes horaires : - Date de dernière mise à jour : 4 février 2021 |                                                                      |                                                                      |                                                                      |                                                                      |                                                                      |                                                                      |                                                                      |                                                                      |
| 907   | Dernière actualisation : — |                                                                      |                                                                      |                                                                      |                                                                      |                                                                      |                                                                      |                                                                      |                                                                      |

## Tarification
Le tarif des autobus urbains est de cinq dirhams le trajet. Pour les autobus périurbains, effectuant des liaisons Casablanca-banlieue notamment, le tarif est de six dirhams pour un trajet de moins de trente kilomètres, et huit dirhams pour un trajet de plus de trente kilomètres.
À terme, le nouveau réseau de bus Casabus sera complémentaire dans sa desserte et dans son offre commerciale au réseau des quatre lignes de tramway et deux lignes de busway, en proposant un tarif Bus / tram ou Bus / Bus à Haut Niveau de Service.

## Polémique
Le 28 août 2023, les responsables d'Alsa doivent s'expliquer à la Wilaya de Casablanca après que le drapeau Front Polisario a fait son apparition dans le système de gestion du wifi des autobus. La société présente ses excuses officielles aux autorités et, préventivement, rompt le contrat qui la lie au prestataire internet.